# 銅鑼灣刺警案

男子刺傷警員背部後，再用刀刺向自己胸口，傷口噴出大量鮮血

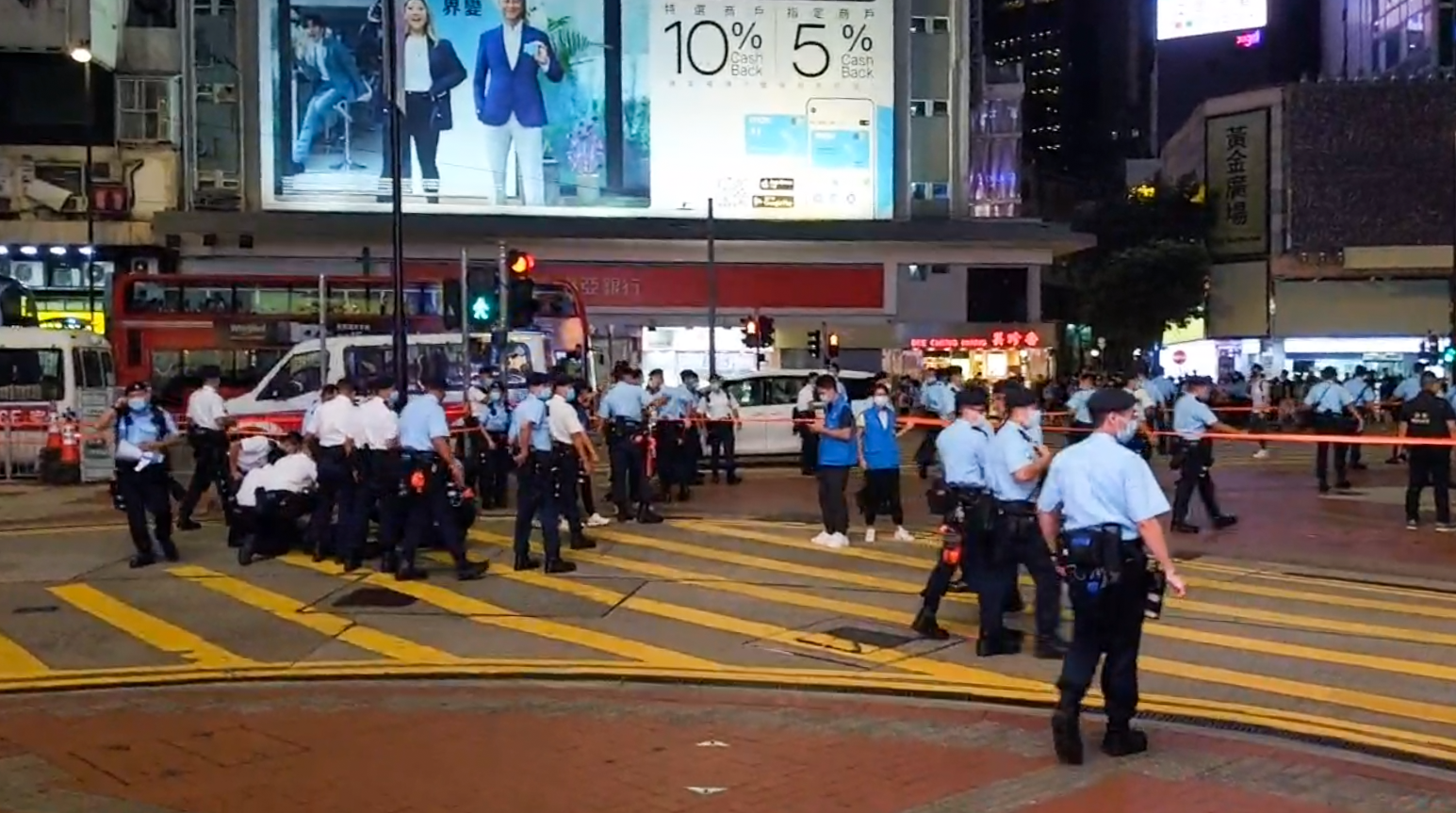
刺警案發生後，大批警員到場用橙帶封鎖東角道

銅鑼灣刺警案，又稱七一刺警案，發生於2021年7月1日約22時10分，50歲男子梁健輝疑因對社會及「警暴」的不滿，以及反對《香港國家安全法》實施後影響自由，在香港銅鑼灣崇光百貨外突然从背后接近并用刀刺傷一名28岁機動部隊警察，随后以刀刺心臟自杀。事件中警员肩胛骨中刀受伤，送医时一度危殆，隨后转为稳定。行刺者梁健辉随即被周邊警员按在地上制服，之後送往醫院，当日晚上23时20分院方证实他不治。事發時，警察以防疫2019冠狀病毒病香港疫情為由在當天整天圍封案發地附近的維多利亞公園並禁止附近舉辦2021年香港七一遊行，該警負責場外巡邏。
有香港網民（泛民主派支持者）以「烈士」、「勇者」稱呼死者，更有市民前往案發地點獻花及鞠躬。同时，也有親政府网民称梁健辉为“恐怖分子”。香港警方将此案定性为「孤狼式恐怖袭击」，同時批評部分網民公然明目張膽的支持嚴重暴力違法行為，并重申絕不容忍任何人為達到目的而訴諸暴力。梁健輝生前任職的維他奶國際在内部通告中称其「不幸逝世」，「向健輝的家人致以最深切的慰問」，隨即引发中国内地网络舆论強烈抵制和内地媒体人士批评。后维他奶国际指该通告为人事部员工个人擅自发布，并已开除该员工，部分香港网民对维他奶国际的反應表达强烈不满。

## 經過
2021年7月1日晚上約22時10分，一名身穿黑衣、揹背包的男子於銅鑼灣崇光百貨外突然舉刀，從後方刺傷一名28歲機動部隊（「藍帽子」）警員背部，警員中刀後倒地。疑犯其後把刀插向自己左胸，心口位置亦流血，隨即被5至6個警員制服在地，由救護車送往律敦治醫院搶救後，於晚上23時20分不治。根據現場記者所見及目擊者所言，警員被刺傷後大量出血，被制服的施襲者附近亦有大量血跡，先後由現場警員及救護員為施行心外壓急救。
警方指受傷警員隸屬東九龍機動部隊，其背脊左肩胛骨受傷，送往瑪麗醫院。受傷警員一度情況危殆，至翌日早上情況轉為嚴重。警方將事件列作企圖謀殺及自殺案處理。 至7月3日，警員情況再轉為穩定。
而警員中刀倒地後，有3名警員一度拔槍，同一時間，大批警員到場用橙帶封鎖東角道一帶，驅趕現場逗留的市民和記者。新任警務處長蕭澤頤亦一度到場了解事件。其後警員在現場搜集證據，現場發現一把生果刀及一把軍刀。到23時20分左右，警員在遇襲案現場附近截查一名女子，發現其身上搜獲一把𠝹刀，她被扣上手鐐帶上警車。其後一名男子亦被黑布蒙頭帶上警車。

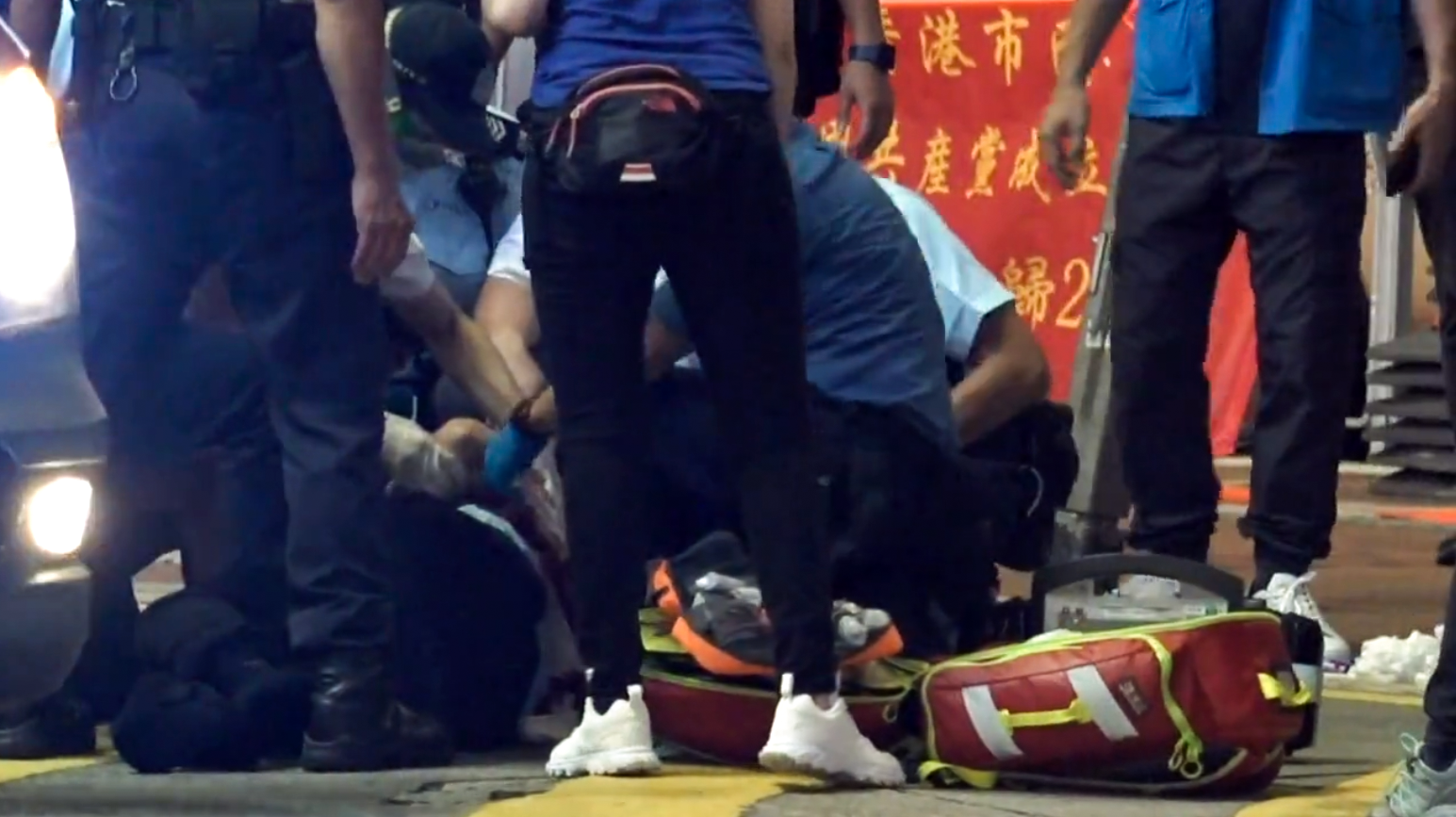
多名急救員協助遇襲受傷警員
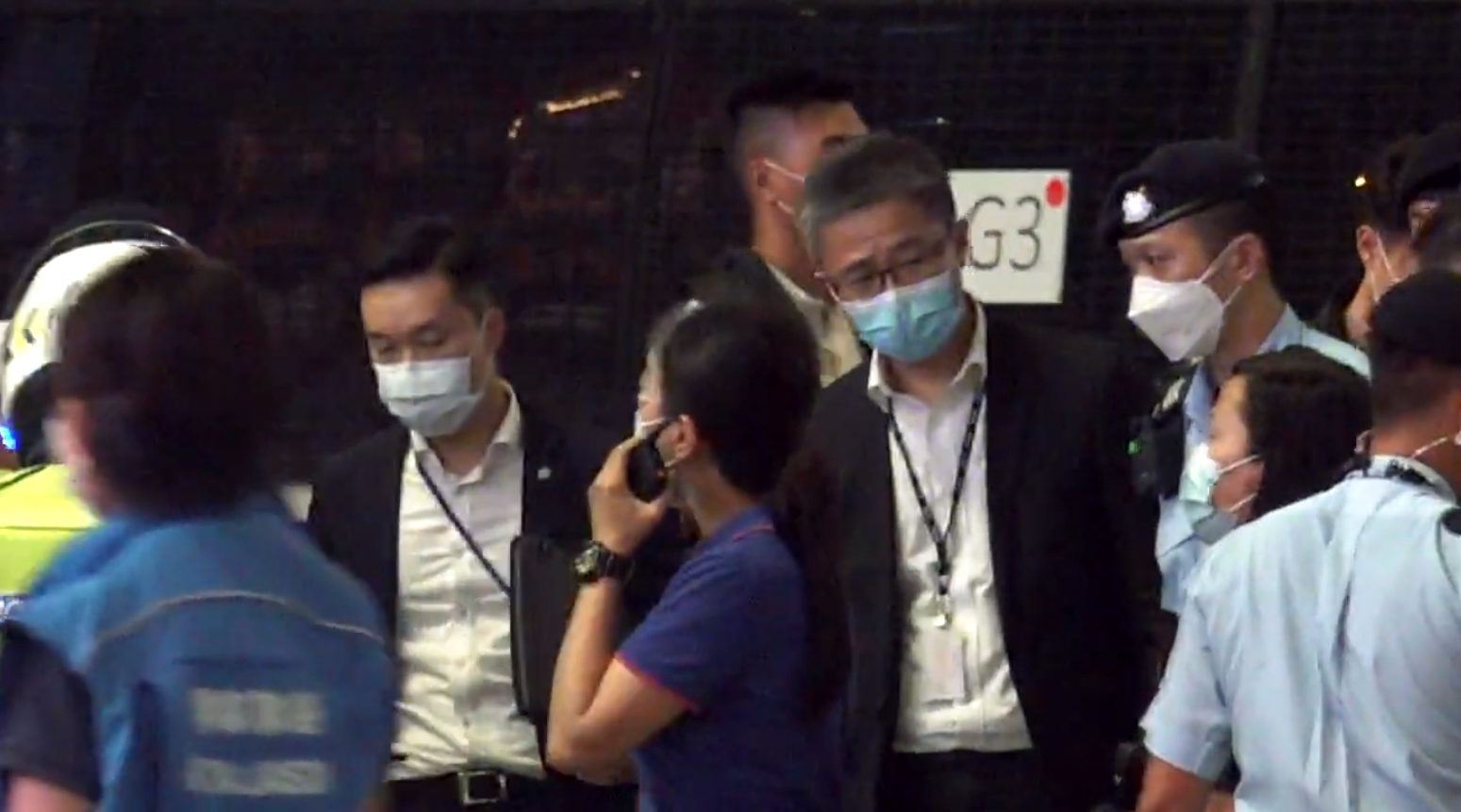
新任警務處長蕭澤頤亦一度到場了解事件
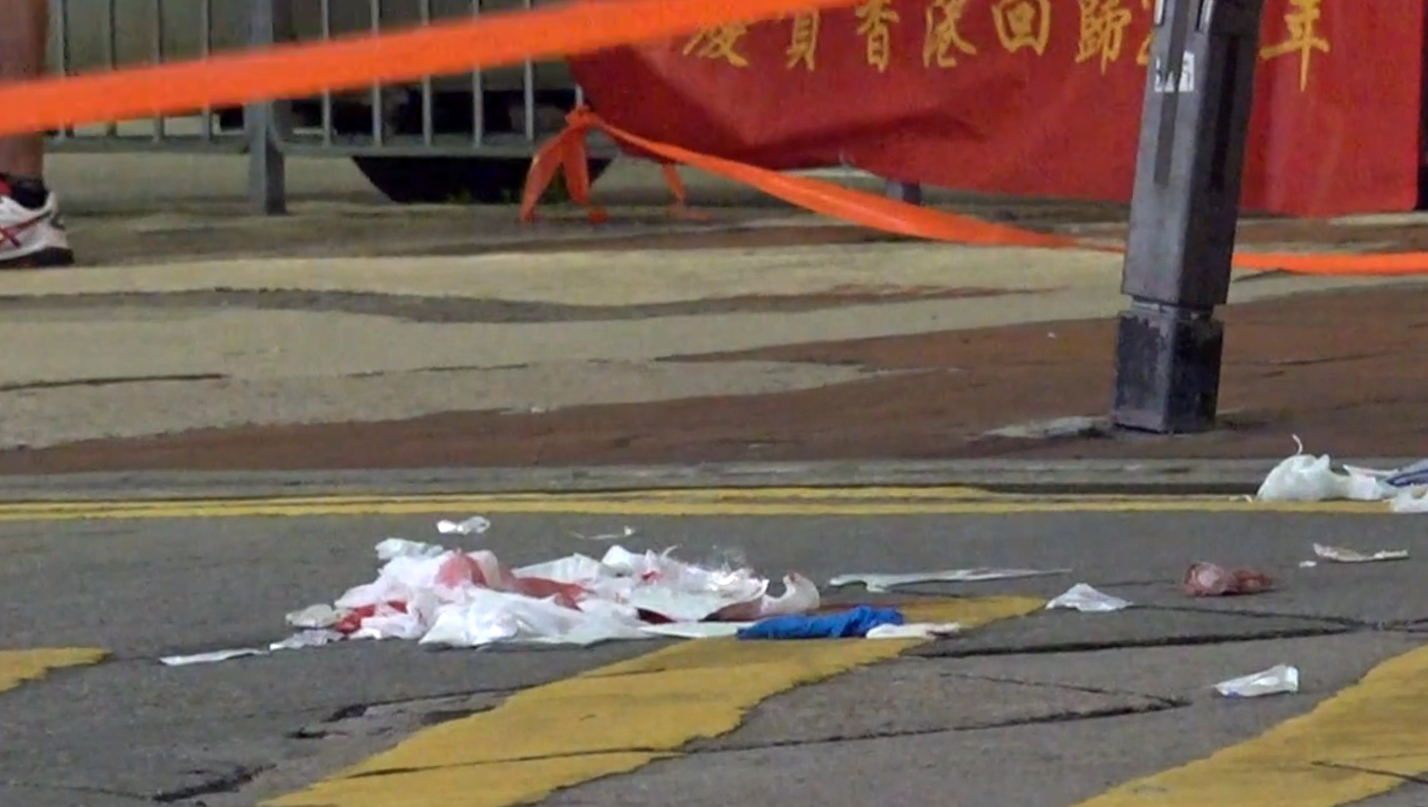
刺警案現場地面留下大量血跡
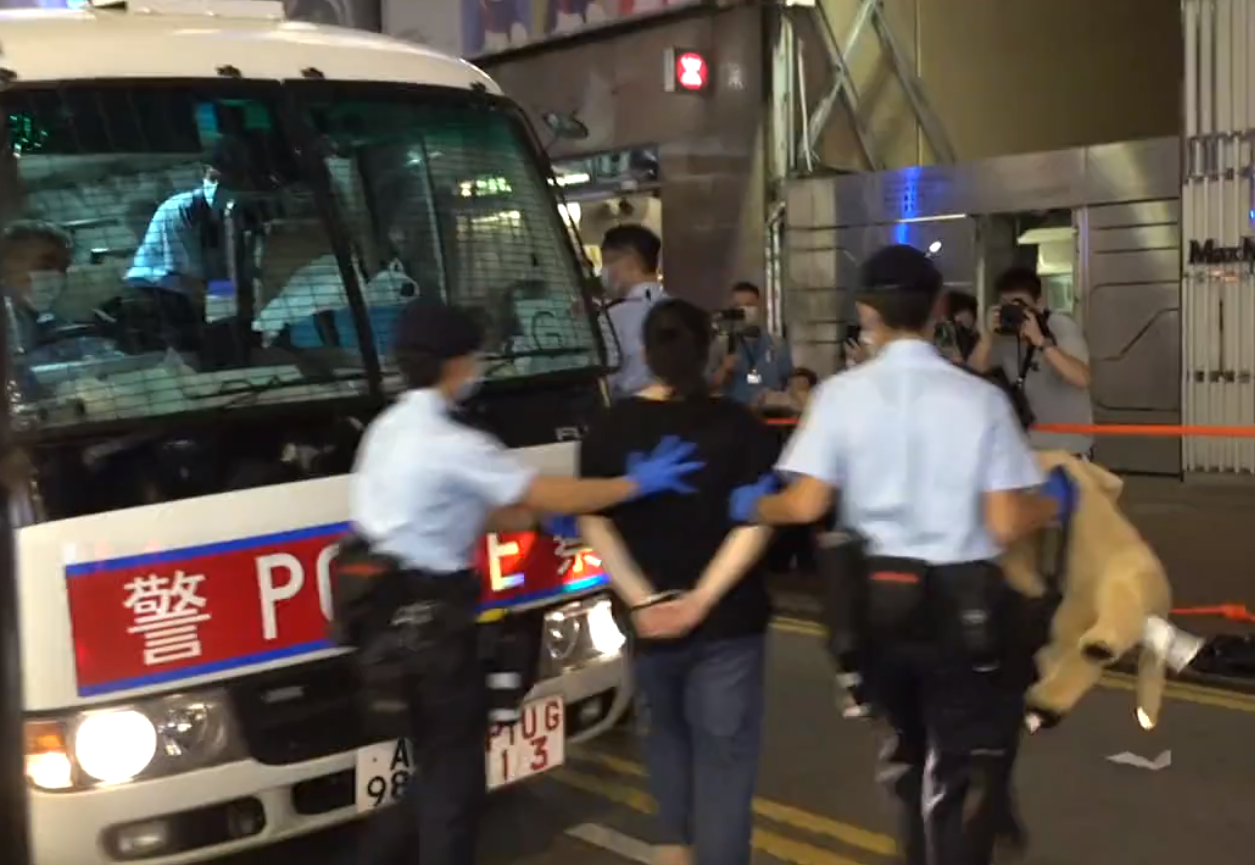
警員在遇襲案現場附近截查一名女子後，發現她有一把𠝹刀[注释 3]，被扣上手鐐帶上警車
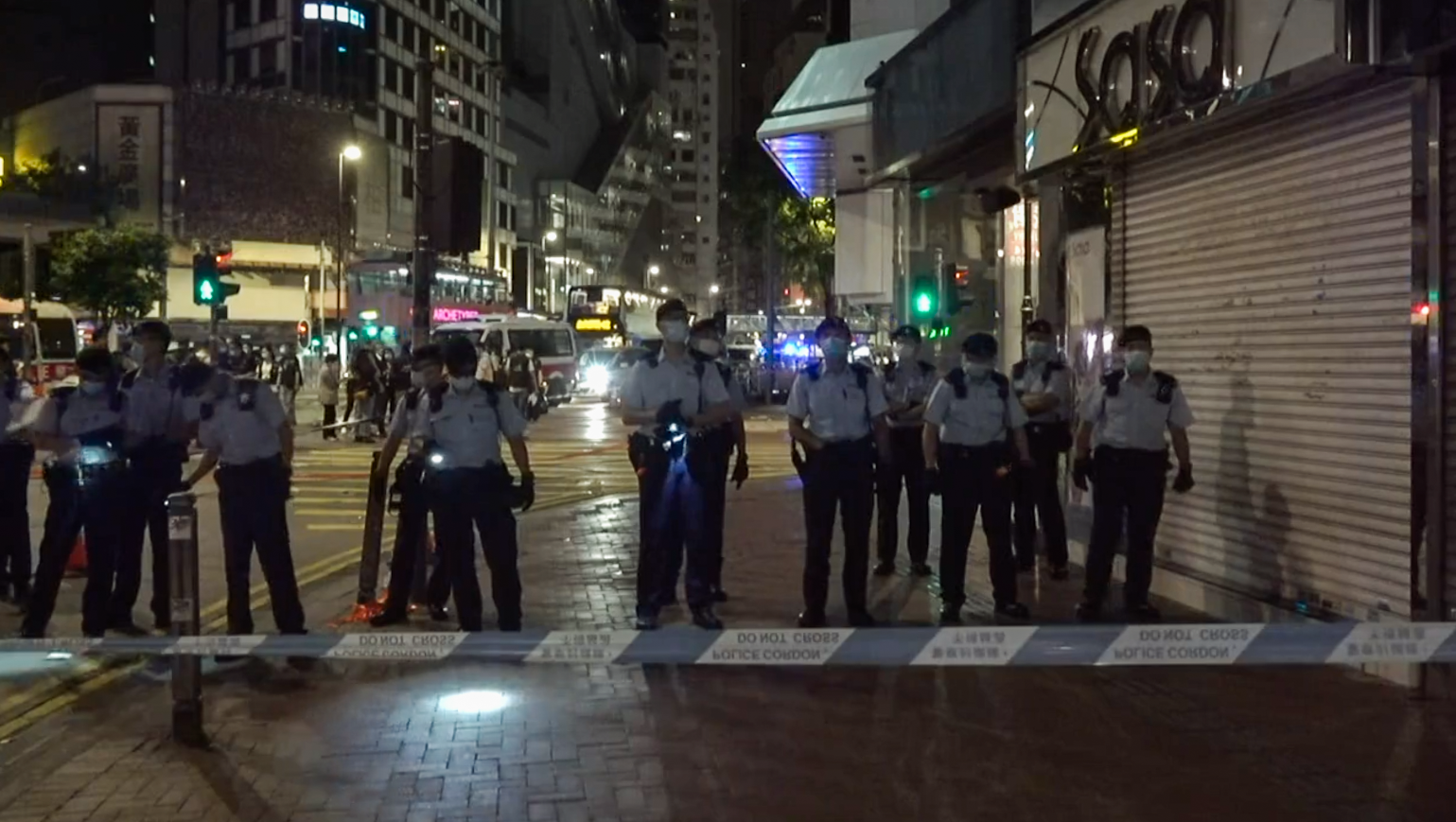
凌晨12時，機動部隊警員在遇襲案現場附近進行地毯式搜索

## 事後調查
本案主要人物梁健辉在2016年起任職維他奶國際採購主任，2008年的數個月曾短暫在蘋果日報當資料員。，本身是單身、與父母同住在黃大仙區新蒲崗一幢唐樓，並沒有刑事紀錄。警方在死者的家中搜查了大量蘋果日報剪報、社運文宣單張、書籍和筆記，並找到多封遺書，表明會殺警後會自殺，向年邁父母交代後事。
警方在案發現場發現一枚屬於死者的USB記憶卡，載有多份文字檔案，包括戶口、財產安排，以及工作上要聯絡的人。遺書提及到警方包庇罪犯和暴行、目前的制度性下無法受到制衡，並包括質疑「浮屍死因點解無可疑？(浮屍死因為何沒有可疑？)」檔案，他亦認為《港區國安法》實施後「無晒自由」（即在法律下失去自由）。警方相信死者經歷反修例運動後「自我激化」，指出行兇屬個人部署，並沒有同黨。據了解，有關檔案提及要襲擊警方，但沒提及「殺警」字眼。死者亦曾短暫將遺書放上社交媒體，但隨即刪除。
警方國安處於7月3日宣布接手調查事件。

## 反應

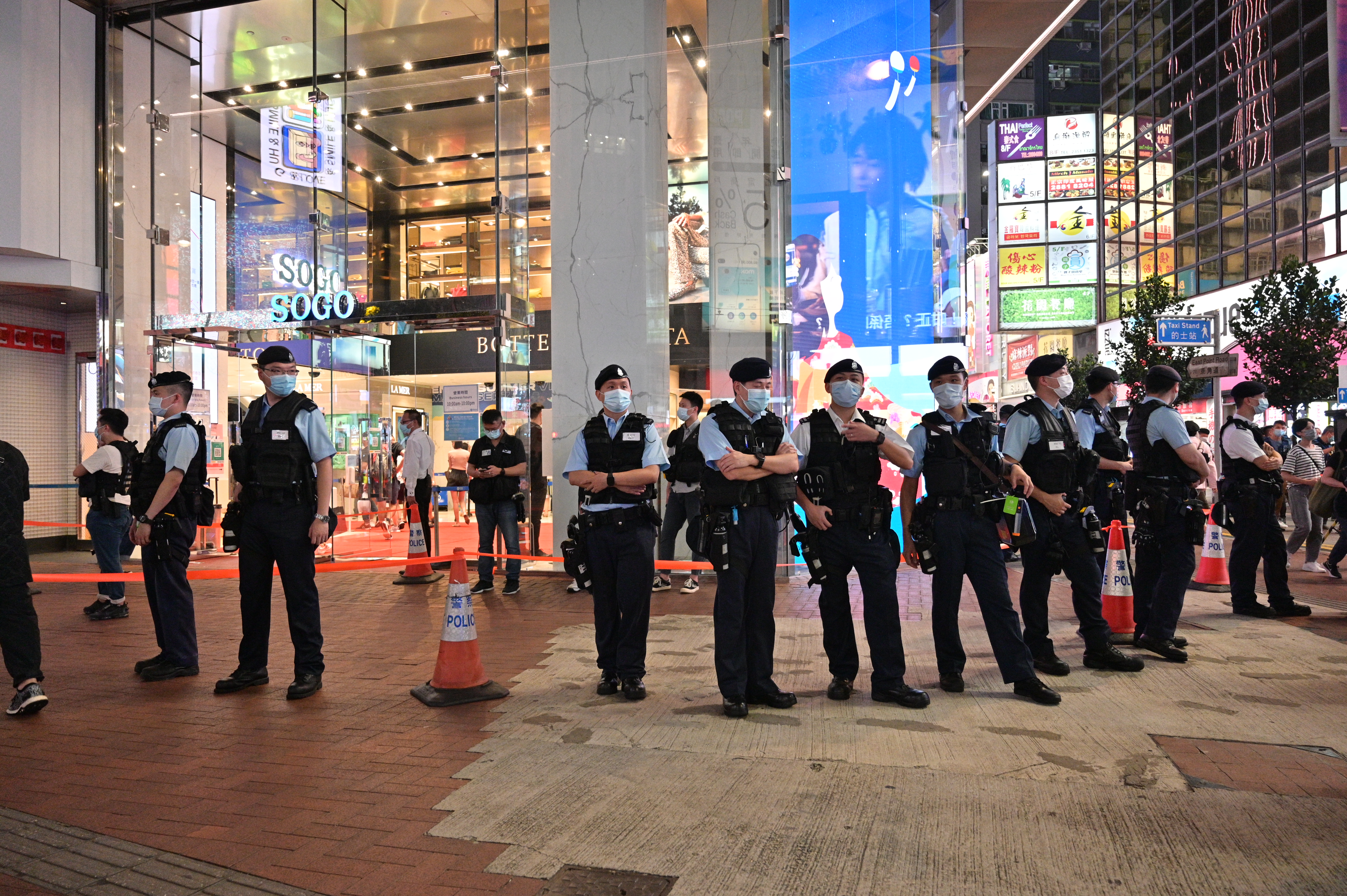
大批機動部隊警員在銅鑼灣崇光百貨門口戒備，阻止市民獻花悼念梁健輝

### 部分市民

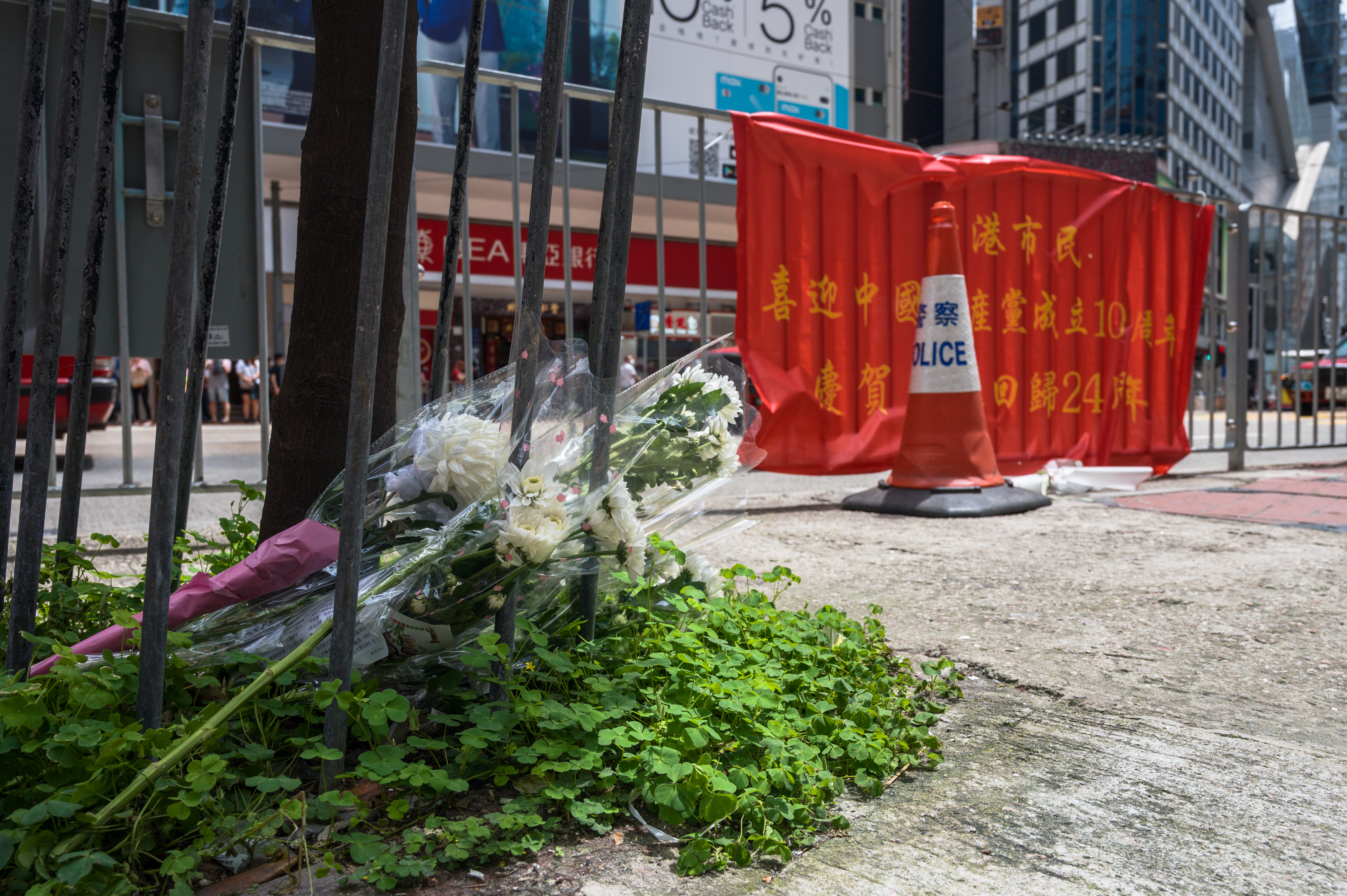
市民在街頭擺放鮮花

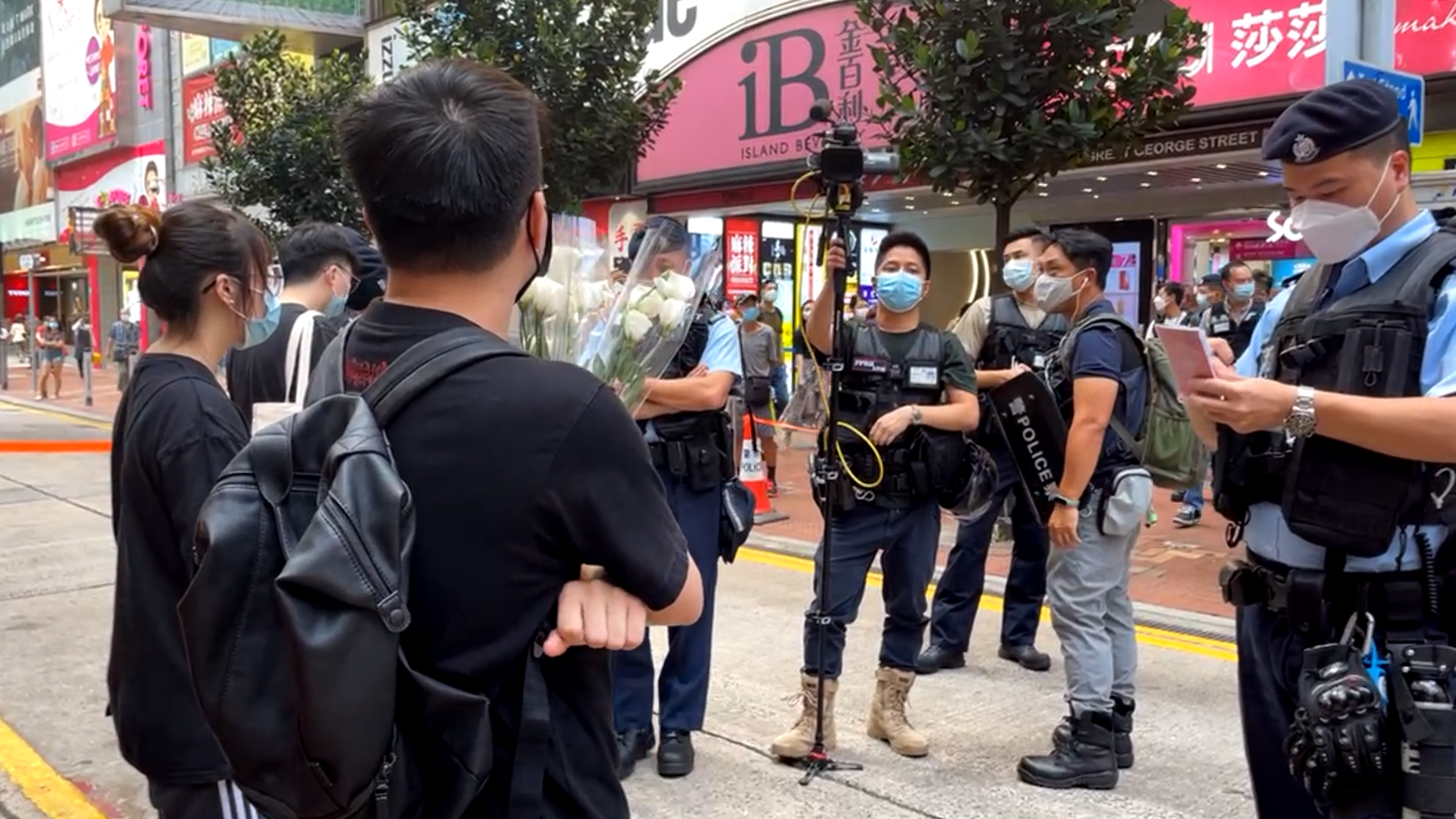
有手持鮮花的市民被警員票控

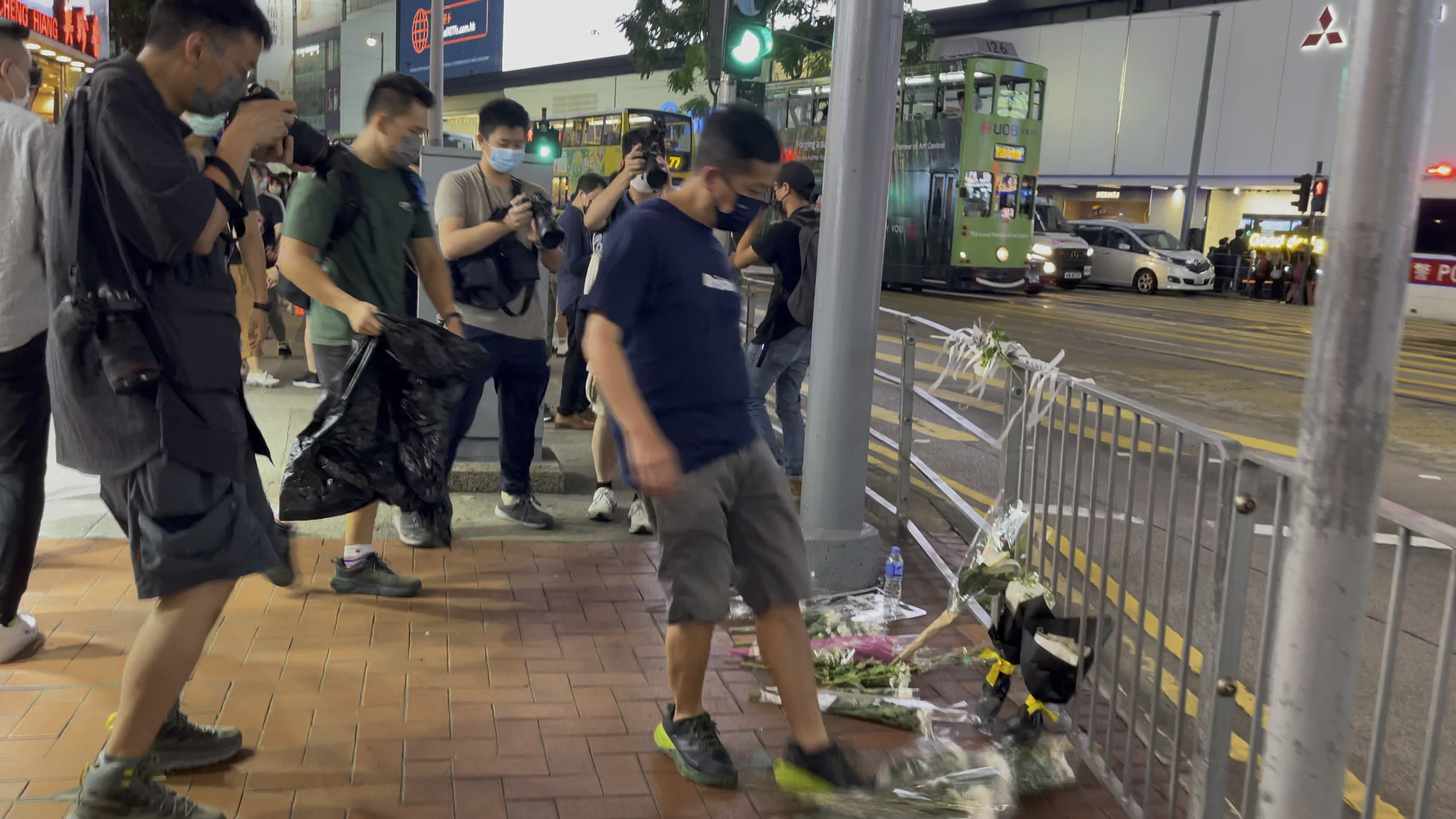
男子用腳踢擺放的鮮花

刺警案發生後，有網民形容死者梁健輝為「烈士」和「勇者」。銅鑼灣崇光百貨外有市民獻花悼念，亦有人在場提供「Free Hugs」，希望能夠與市民互相鼓勵，不過他其後被警員截查。有市民到現場向死者獻上鮮花，但隨後被警員扔進垃圾桶，到中午起更搜查所有手持鮮花及靠近崇光百貨的市民，有市民在現場擺放白花悼念亦被警員發亂拋垃圾告票，並警告在場市民放下鮮花的行為涉嫌煽動他人。沙田區議員趙柱幫批評警方的做法「不知所謂」，也不近人情。有市民默哀期間一直流淚。有記者亦發現便衣警員將市民擺放的白菊花扔到垃圾桶中，並拍照記錄，不過過程被警員阻礙。一名喜歡街拍的少女在東角道停下拍攝一名女孩手持花朵時，警察圍封突然她截查，最後被票控違反4人的限聚令。到晚上，警方解封封鎖線後，一名男子再次嘗試擺放花束期間，隨即被警察拉入封鎖線內，之後被帶走。到晚上，有便衣警員將市民放在地上的鮮花清走。
7月3日星期六，仍然有市民手持白色鮮花到案發現場。有市民認為事件對自己造成很大衝擊，指出不應該忘記事件的成因及本質。而警方派出多名警員在崇光百貨門外戒備，並停泊最少4輛警車。警員對多名身穿黑衣的市民進行截查甚至搜身。警方同時呼籲市民不要違反4人限聚令和不可在公眾地方棄置物品。社民連成員周嘉發到場默站期間亦被警方要求不可逗留，他認為目前香港面對前所未有的打壓，指現時市民表達意見下，在政權眼中屬煽動，憂慮類似事件會再發生。有中學生表示一日內四度被截查，稱被警員查問「屋企係咪有人死咗？」、「返學係咪都會攞住紮花」。他解釋後獲准放行，之後到崇光百貨門口再遭到截查，最後決定離開。
當有在場市民接受傳媒訪問時，警方隨即上前拍攝，並有大批警察尾隨，警察還稱要「睇下有無煽動性言論」，林小姐受訪時稱不支持暴力，前來是對死者的尊重，如果死的是警察，她也會前來鞠躬，可是警方卻要「上綱上線」，她和朋友到場拿著白花鞠躬後，便被警察截停及搜身。7月3日傍晚仍然有市民到場獻花悼念，同樣遭警察截查，市民表示為什麼不能向死者獻花悼念。對於政務司司長李家超聲稱獻花及悼念是鼓吹暴力，有市民反問721事件中的何君堯至今仍沒有被拘控。

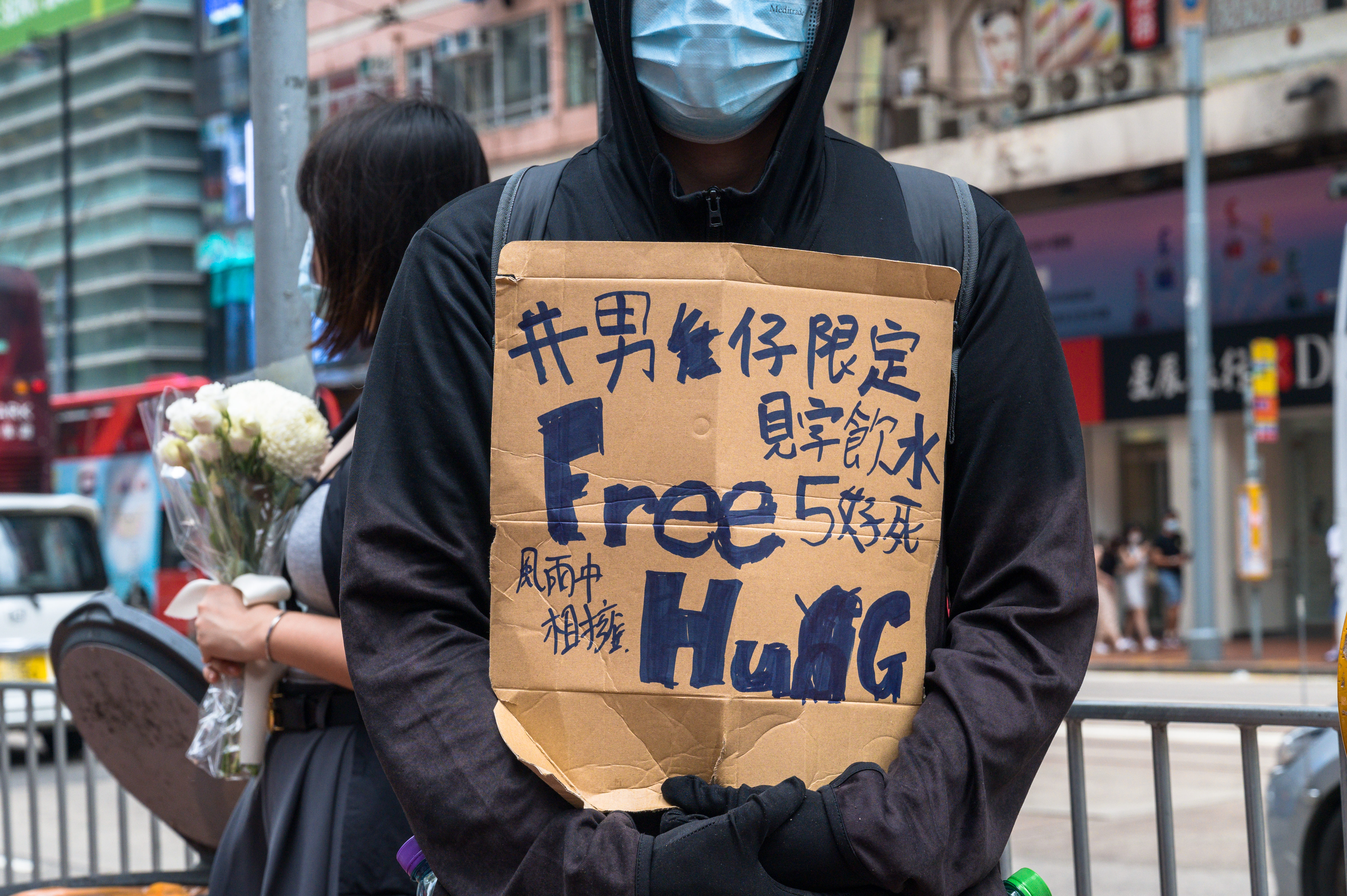
中午時分，有人在刺警案現場提供「Free Hugs」服務
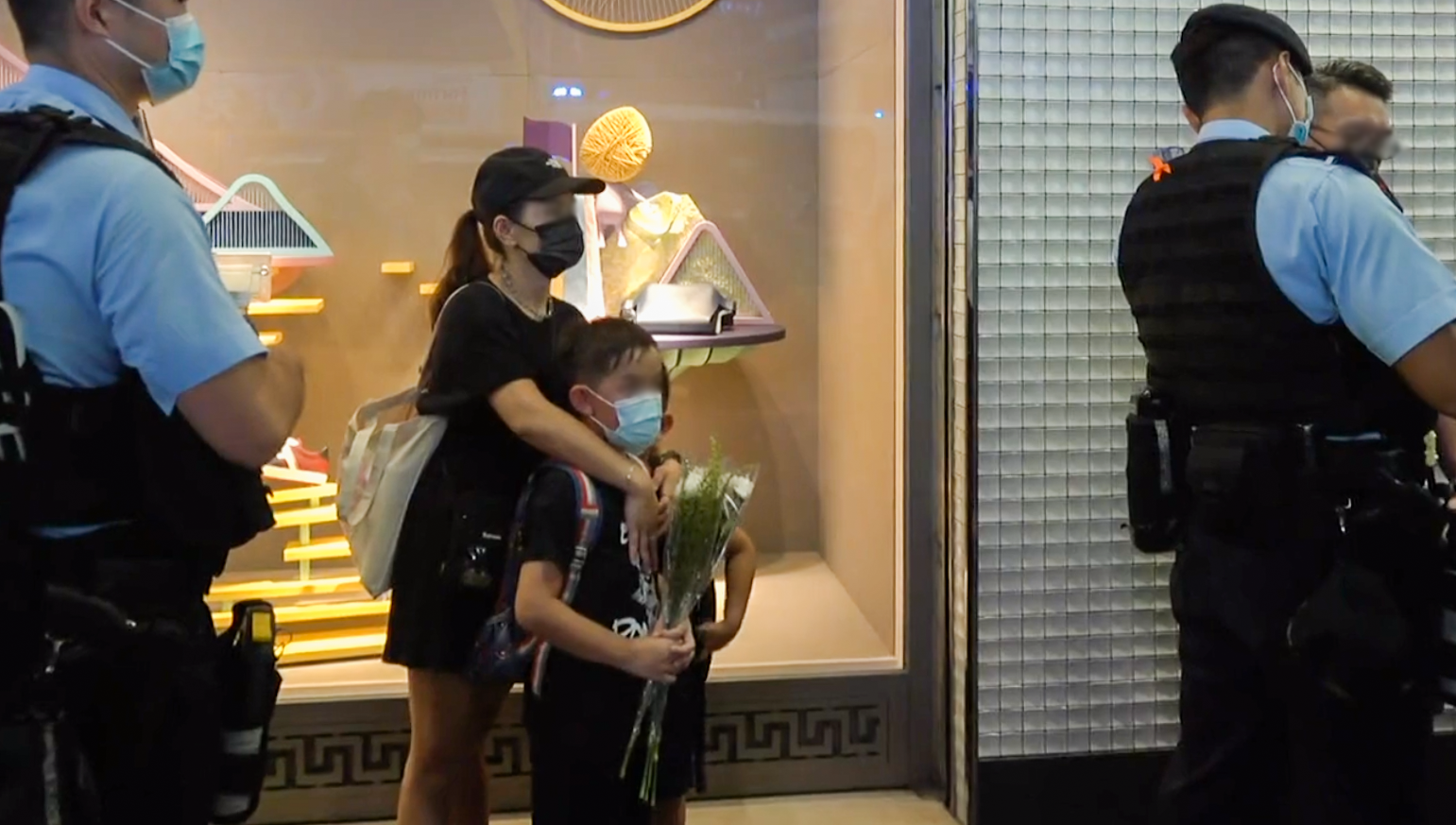
晚上8時許，母親帶同兩名年幼兒子手持鮮花在銅鑼灣崇光百貨外亦被警員包圍截查
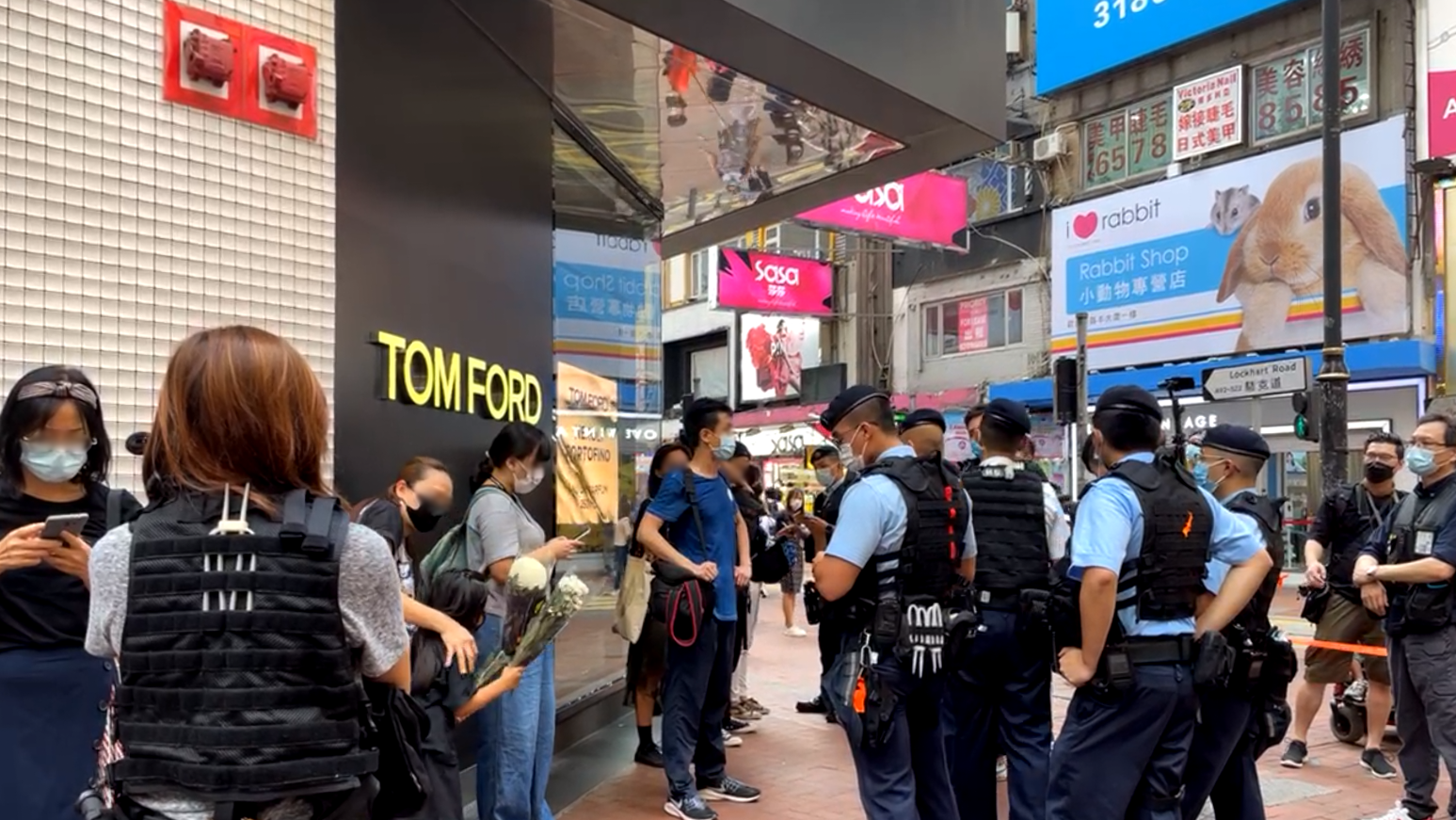
有攜帶白鮮花的黑衣母親及女童疑已兩度被警員截查，兩名記者亦被截查之列，包括獨立記者朝雲
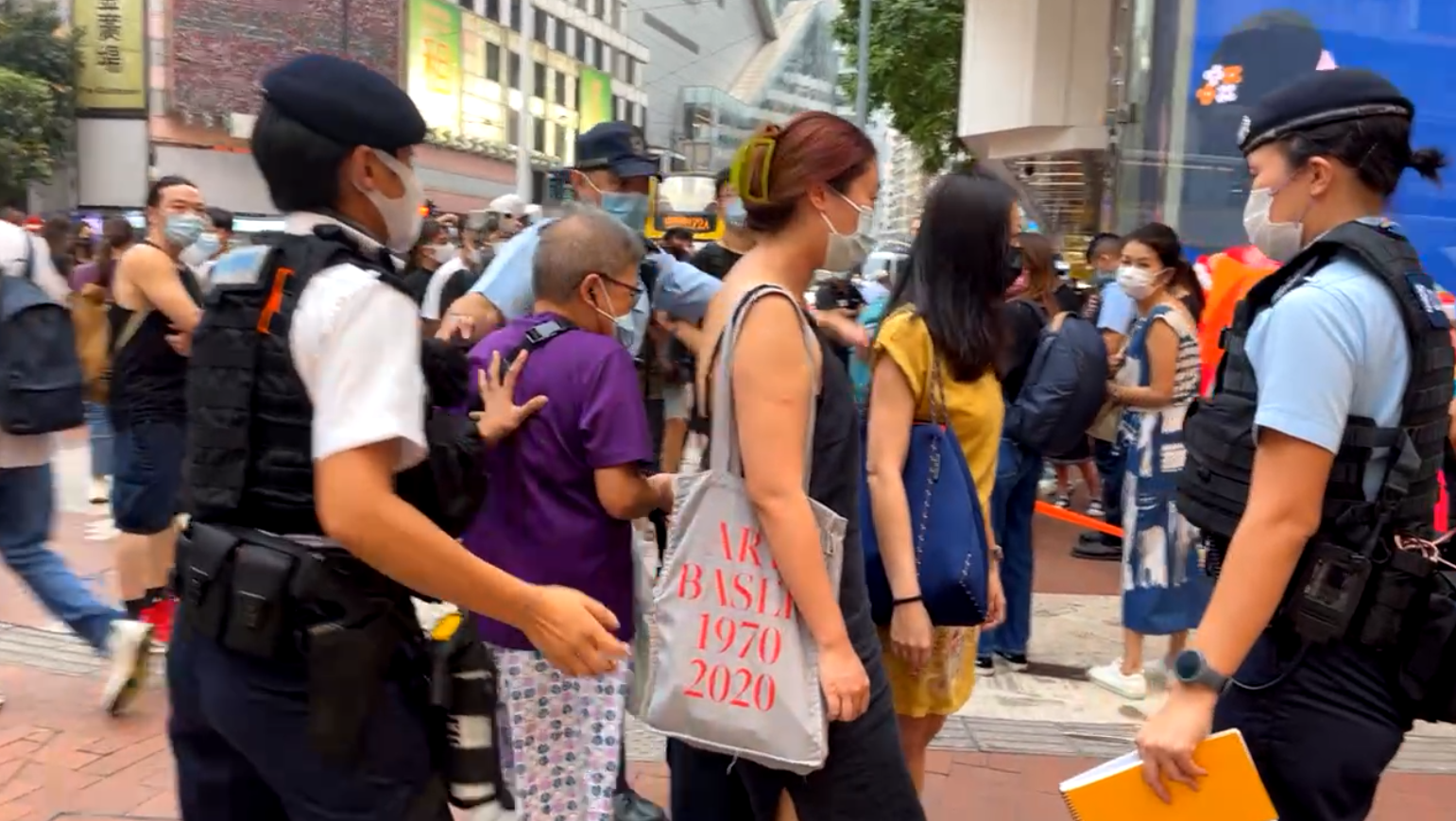
婆婆被警員推入防線截查
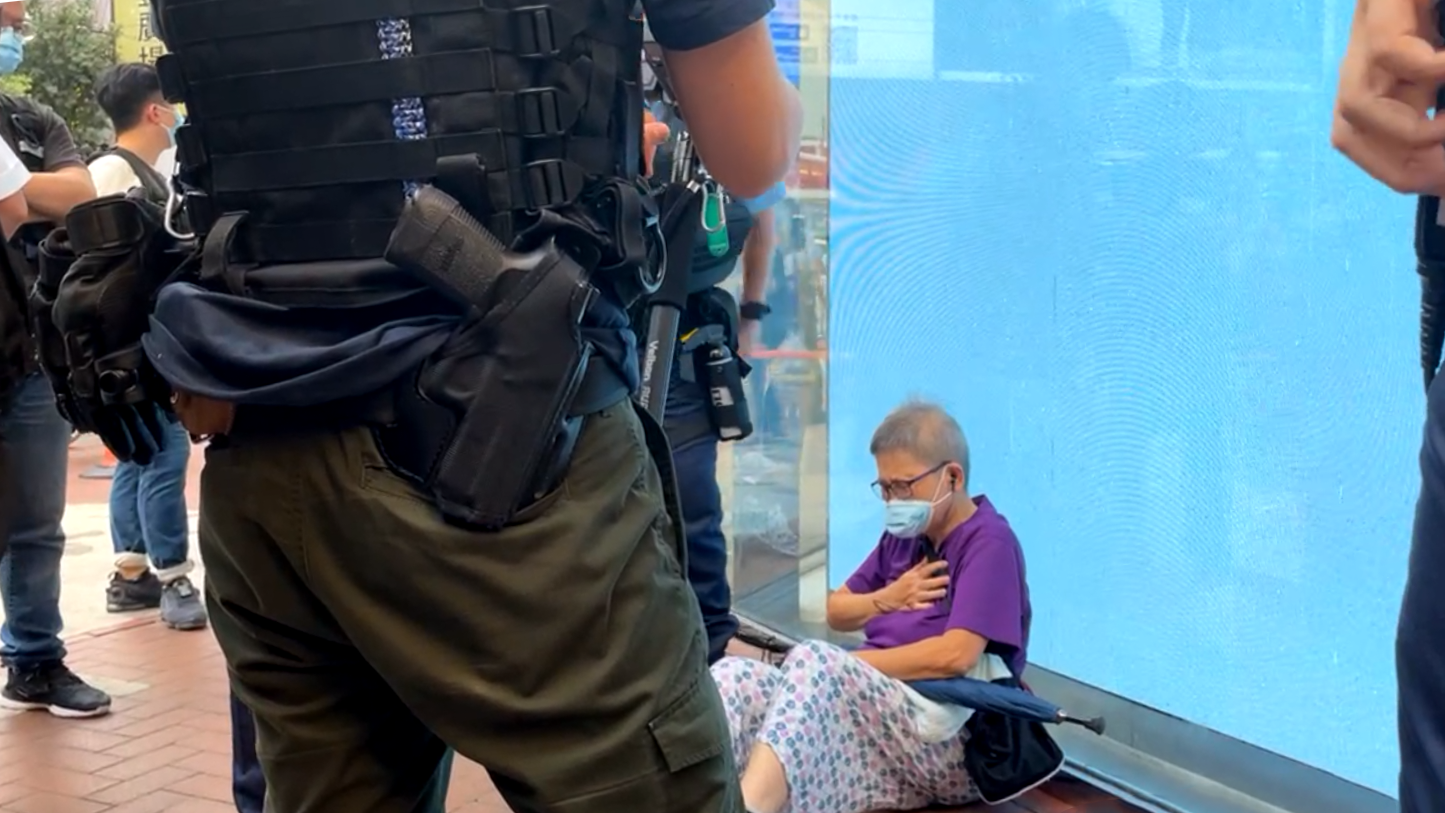
婆婆被警員推入防線截查後感到不斷喘氣和激動，需要用手按住心口
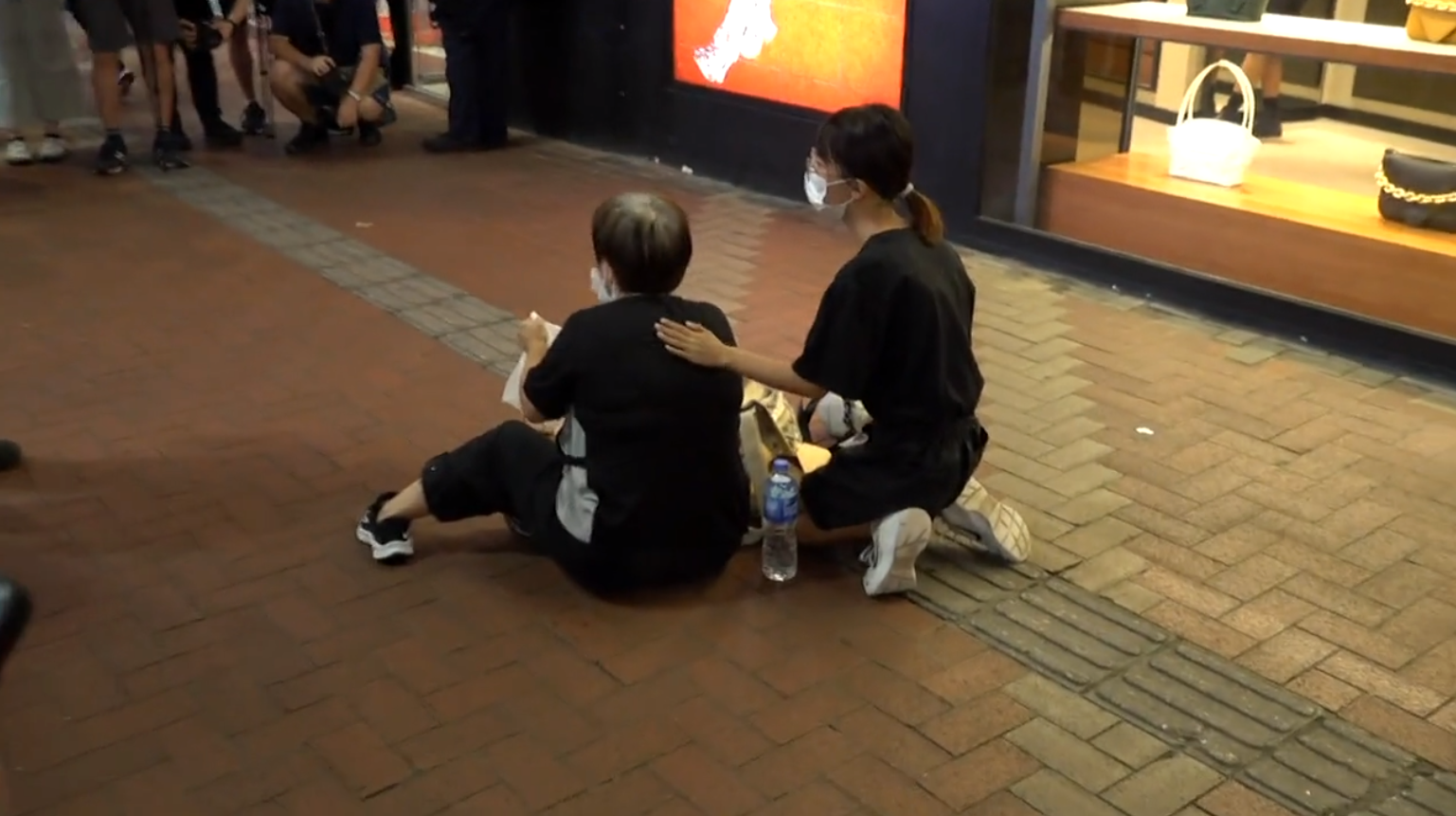
据《独立媒体》称：一對母女被警員截查期間，期間母親受驚不適，但警員不容許離開警察防線下，只能嘔在地上，女兒亦受驚落淚。擾攘15分鐘後，警員才允許她們進入商場洗手間。
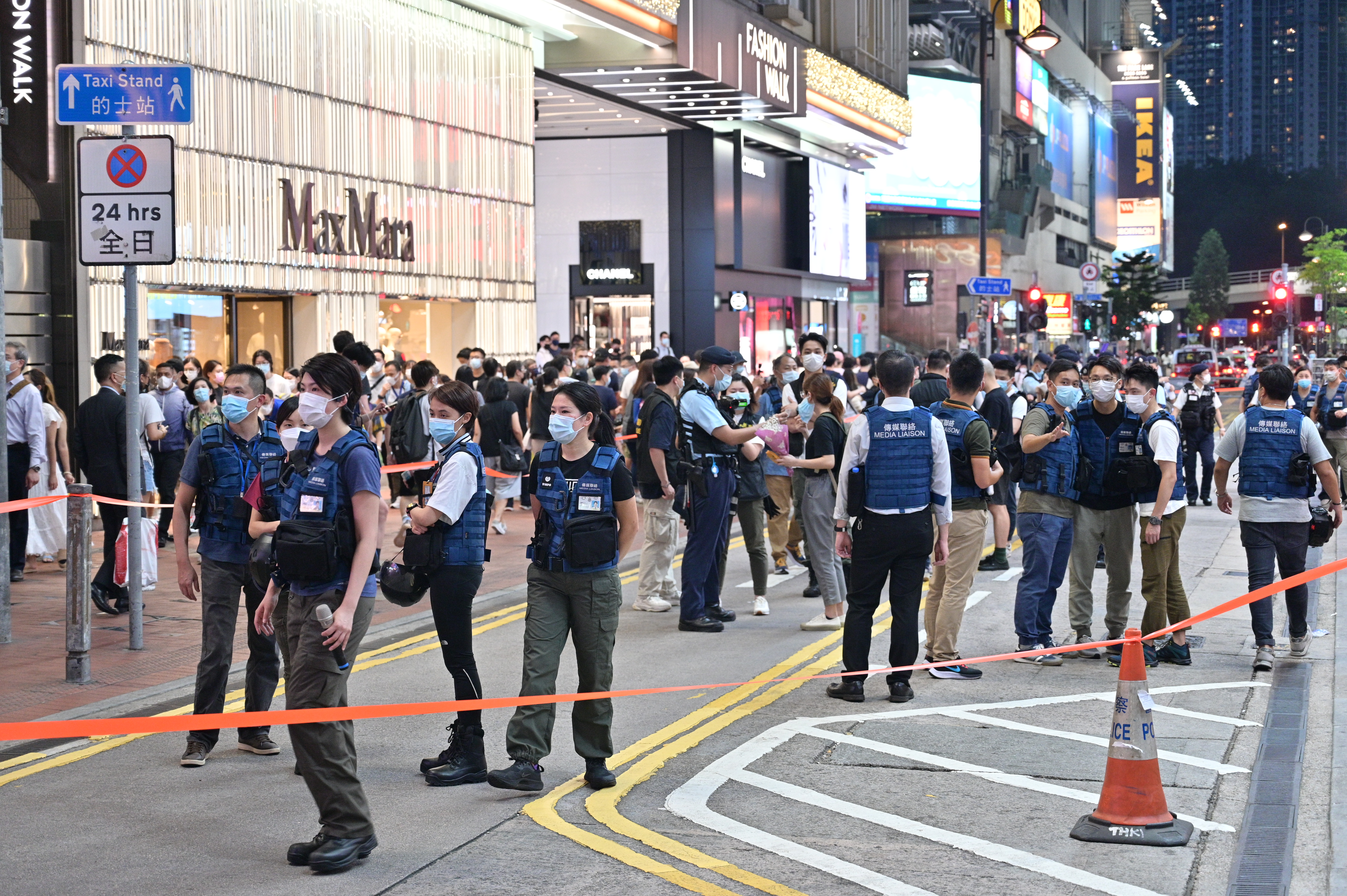
警員圍封記利佐治街行人專用區，在封鎖線內截查身穿黑衣和手持鮮花的市民[原創研究？]
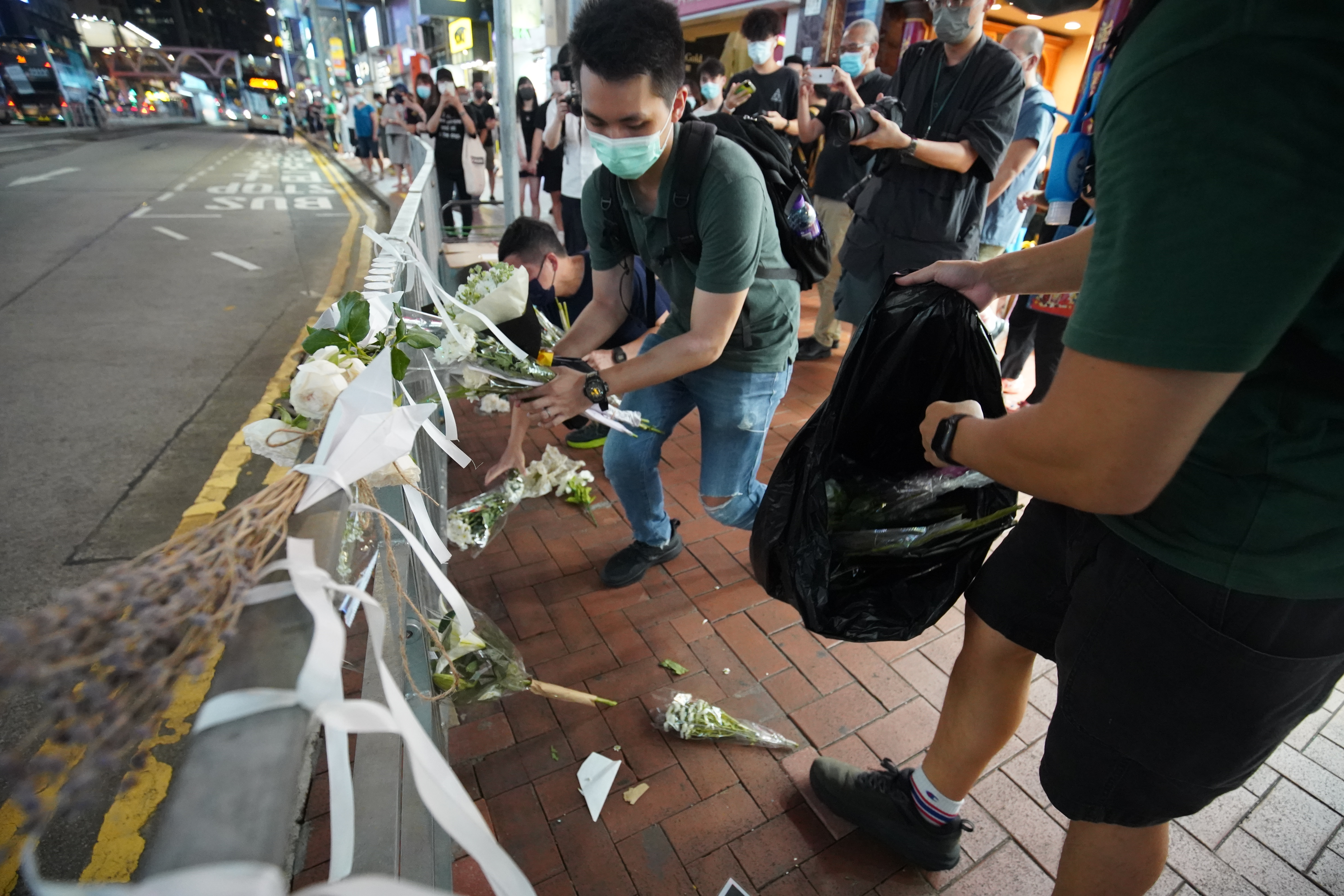
多名男子清走擺放的鮮花

7月7日為梁健輝「頭七」，大批警員繼續在銅鑼灣一帶戒備和巡邏。一名手持一束韭菜的女子路過SOGO被警方截停搜查，她一度情緒激動，並表示「我好驚」。她被警員發出警告後獲准放行。一名26歲女子手持白色花遭截查，警員發現袋內找到一把𠝹刀，涉嫌管有攻擊性武器被捕。到晚上，一名穿著水靴的男子，因被警員發現其背囊內有防毒面具、鎅刀、鉗等物品，結果被警方帶上警車。與被捕男子一同被截查的友人指出，被捕男子任職地盤管工，而截查期間曾經向警員展示工作證明文件，但最後也被捕。另外，晚上10時，兩名市民在名店坊商場懷疑攻擊一名常出現在示威現場的中年女子後，大批警員走入商場。懷疑襲擊他人的男子在沒有戴上手扣下，被警員帶上警車。而該名中年女子送上救護車。期間有懷疑與被警員帶上警車男子同行的友人對此不滿，一度用手推開一名網媒記者的直播鏡頭。警員護送該名女子離開。

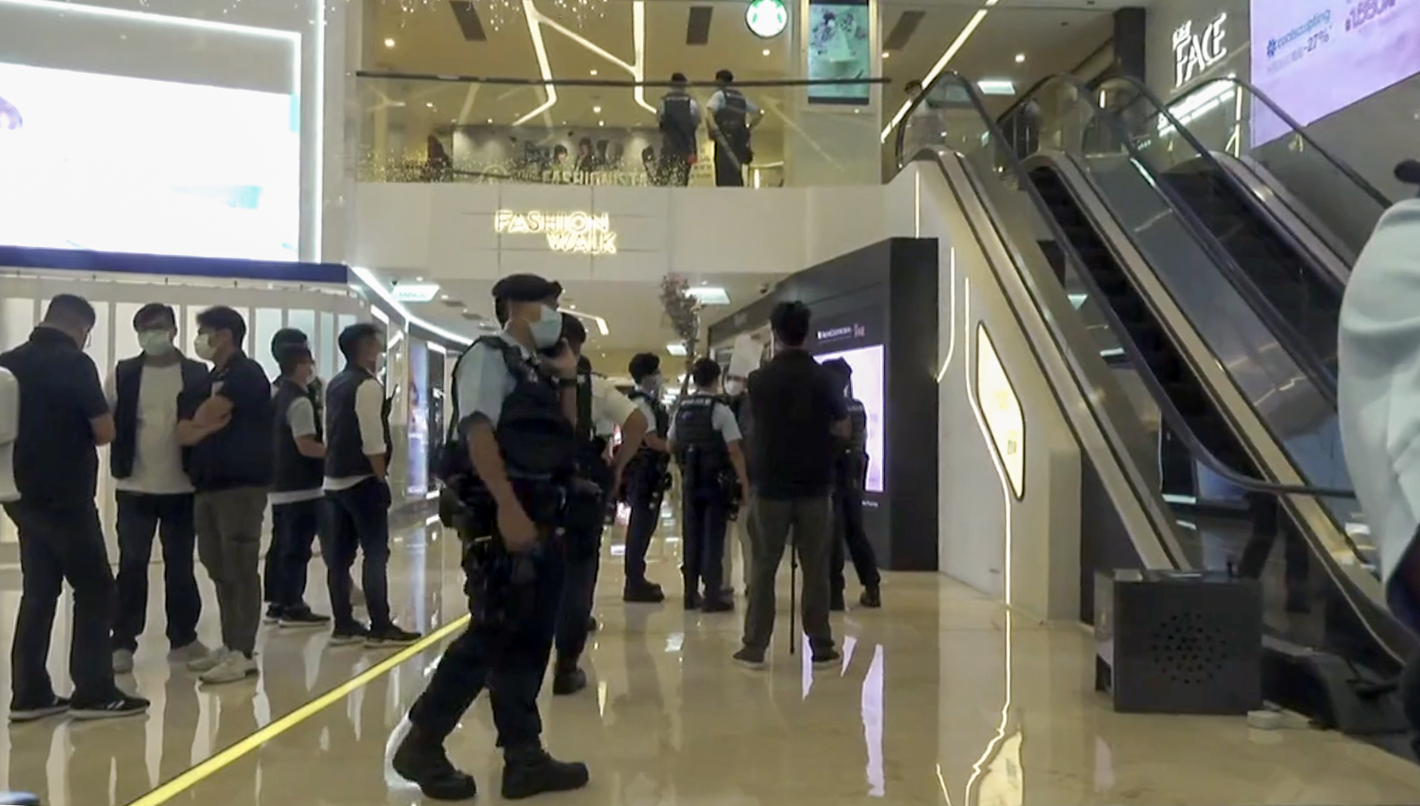
晚上10時，兩名市民在名店坊商場懷疑攻擊一名常出現在示威現場的中年女子後，大批警員走入商場
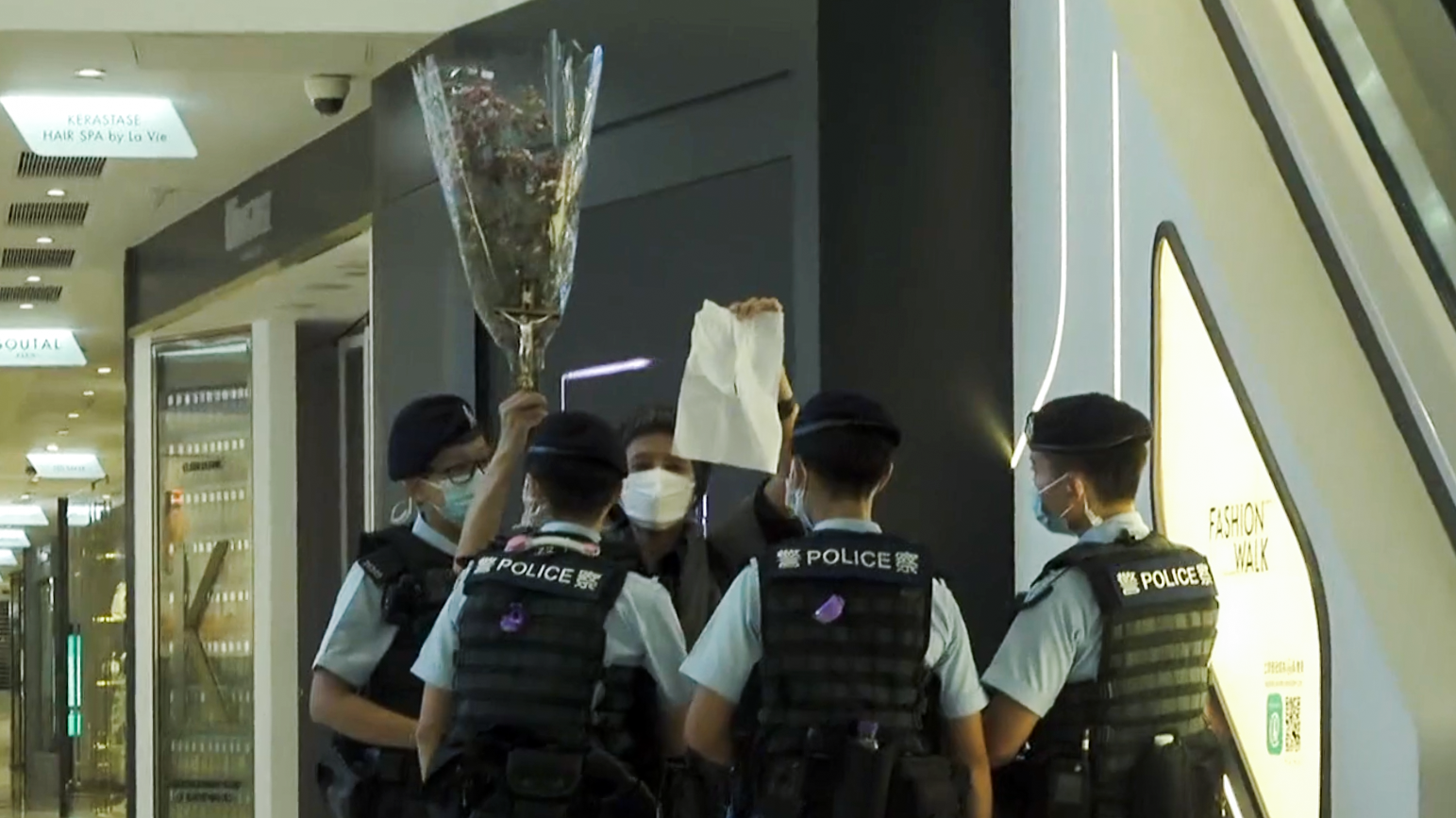
手持白紙和十字架的中年女子在名店坊商場內被警員包圍
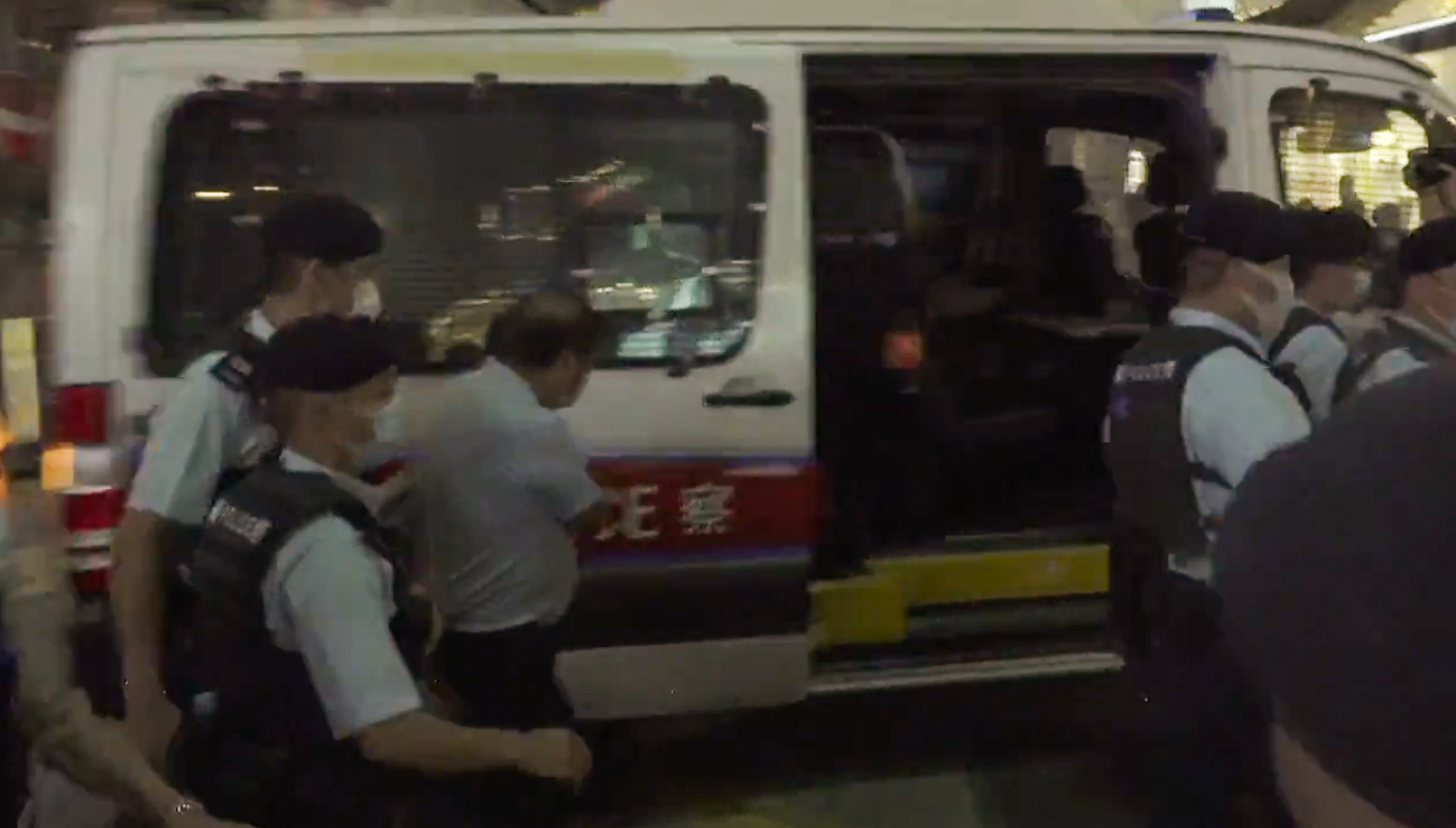
懷疑襲擊他人的男子在沒有戴上手扣下，被警員帶上警車
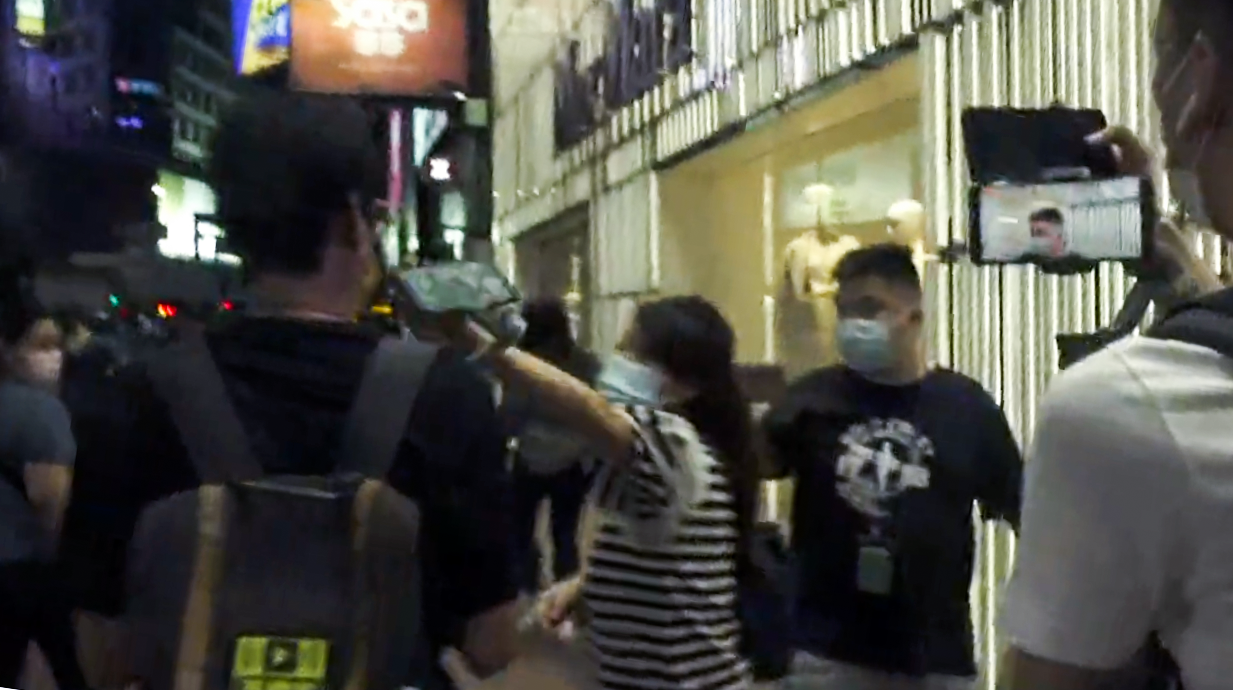
被警員帶上警車男子同行的友人，一度用手推開一名網媒記者的直播鏡頭

### 媒體
《文匯報》點名31名民主派人士或組織在網上的言論，指他們「造謠、轉移視線或煽動市民仇恨政府」，「美化、鼓吹暴力」。觀塘區議員王偉麟指自己已經刪除的帖文內容「中性」，又指警方引用國安法拘捕沒有邏輯，他表示「無話擔唔擔心」。
《東方日報》在7月4日的頭版形容事件屬“黑暴挾本土恐怖襲擊捲土重來”和“恐怖主義禍港”，又指“自孤狼恐襲事件發生後，大量混淆是非、不分正邪的黑暴文宣重現各網上平台”。
《香港商报》評論員李哲发表时评《法律不容網上煽暴》，指称如有人受到美化、煽動而仿效行兇，後果實在不堪設想，不僅嚴重威脅香港治安，而且或令黑暴問題死灰復燃，甚至激起一波本土恐怖主義，無論如何，暴力乃威脅和平的全民之敵，不容於任何文明社會。
《环球时报》總編輯胡锡进周五（2日）晚上於微博發文表示，必須強烈譴責事件，他支持香港保安局局長對襲擊事件「個人孤狼式恐怖襲擊」的定性；并認為基於法治的浩風正氣在香港社會依然沒有完全樹立起來，歪風邪氣仍有一定市場，影響着一些個人和機構在關鍵時刻的態度宣示和表現。

### 政府

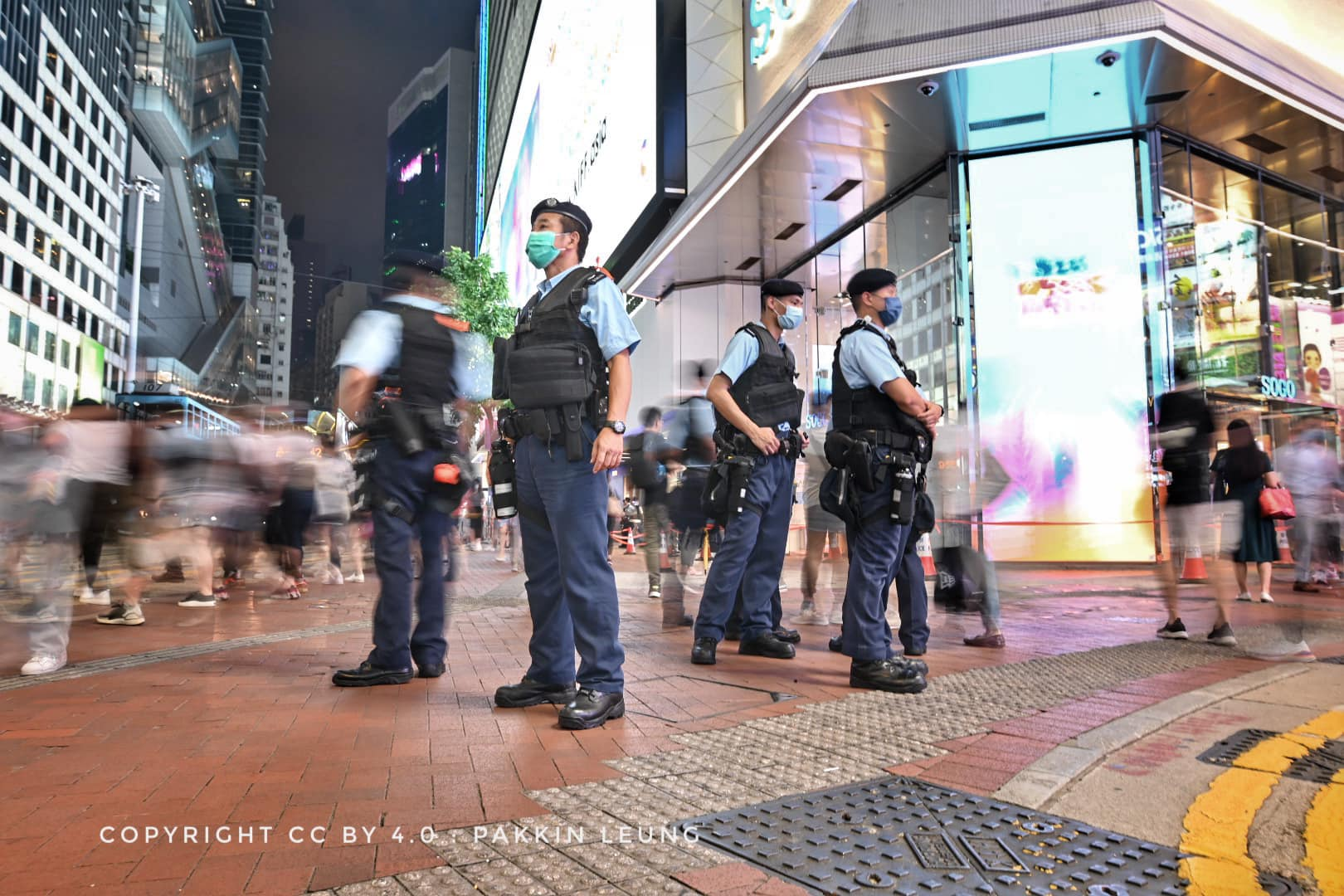
警方事後加強警員防襲措施，前線警員由穿上具防刺功能的戰術背心執勤，並以4人一組巡邏

- 行政長官林鄭月娥當晚發表聲明，對事件予以強烈譴責，並對受傷警員致以慰問，祝願他早日康復。[50]

- 政務司司長李家超隨後亦發表聲明，嚴厲譴責事件中有人持刀襲擊執勤中的警員，導致警員嚴重受傷，對受傷警員致以深切慰問，並祝願他早日康復。[51]幾日後李家超稱不少市民在案發後前往現場獻花悼念的行為是「美化，認同甚至鼓勵」恐怖活動，而鼓吹恐怖活動有可能觸犯《港區國安法》。[52]李家超認為這次事件後更「絕對要」和「盡快做」立法規管假資訊及假新聞的工作。[53]

- 公務員事務局局長聶德權亦在社交網頁譴責事件，表示局方會與警務處保持緊密聯繫，向受傷警員提供所需協助。[54]

- 保安局局長鄧炳強說，網上有人企圖英雄化疑兇，亦有家長帶子女企圖悼念「恐怖份子」，令他感到心寒。[26]幾日後鄧炳強形容事件為「孤狼式本土恐怖襲擊」，又指很多人美化和鼓吹暴力是事件的主因，形容背後推手滿手鮮血，呼籲社會譴責及阻止挑撥及美化暴力的行為。[55]并称不認同事件是因為政府禁止遊行集會而令民意無法宣洩：好多人以警方執法做借口，告訴社會人士，警方嚴正執法，所以應更犯法，希望大家不要被誤導；那些是想香港社會變為更混亂、社會更多仇恨的人。[56]其後他更指死者為「恐怖分子」，形容家長帶同子女到現場悼念讓他感覺「心寒」，強調各部門執法人員會將違法者悉數「揪出來送往監獄」。[19]

- 警務處在其官网的新闻公告中，嚴厲譴責這類嚴重危害他人性命的暴力行為，同时強烈譴責美化暴力及煽動仇恨行為。[57]警方認為刺警案是與「兇徒受到失實資訊及煽動性言論激化而策動『孤狼式恐怖襲擊』」有關，並認為幕後可能有人支持或操控這件事件。[53]警方事後加強警員防襲措施，前線的警員由7月2日穿着具防刺功能的戰術背心執勤，並以4人一組巡邏。警員亦加強截查路經的市民，包括長者和家長帶同小童的人。[58]

- 7月2日，行政會議成員湯家驊在Facebook發帖，批評有人不斷美化暴力，是導致悲劇發生的主因：「那些聲稱『違法達義』、『暴力可以解決問題』、犯罪『可令人生更精彩』的人不知有何感想？事不如意便去殺人放火是政治真理還是恐怖主義，他們應該是分得開的，所以不能說是無知，但不是無知又是什麼呢⋯⋯？」[59]

- 7月3日，五個紀律部隊首長（海關關長鄧以海、懲教署署長胡英明、消防處處長梁偉雄、入境事務處處長區嘉宏及政府飛行服務隊總監胡偉雄）發聲明，嚴厲譴責刺警案為「恐怖襲擊」和指有人在社交媒體英雄化兇徒行徑，從中煽動仇恨和鼓吹進一步的恐怖活動，形容“助長本土恐怖主義的滋生，威脅香港的安全和秩序”。各紀律部隊表明將團結一致，全力配合警隊執法，維持社會安寧及保障國家安全。[60]

- 7月4日，警務處長蕭澤頤指出近日市民悼念兇徒的行為是將兇徒英雄化及美化，是有違道德倫理，是人性問題。他同時認為任何人在現場追悼都是絕對不容許，稱他們會煽動其他人分化社會、仇警，影響公共安全及公共秩序。更指出家長帶孩子到場悼念後，日後孩子對父母不滿都會出手襲擊父母。[61]

### 政黨

#### 建制派
- 新民黨指事件有計劃、有預謀，指近年香港充斥仇中仇警情緒，形容事件是孤狼式襲擊，又讚揚當場警員反應敏捷。工聯會則指行為兇殘，嚴重挑戰香港法治，於文明社會不能容忍。[62]

- 行會成員、新民黨主席葉劉淑儀指，若市民純粹評論死者為「烈士」或稱敬佩其行為，並不會構成罪行，只是道德上價值觀不妥當。不過她指《刑事罪行條例》第9、10條分別提及煽動意圖及罪行，她認為若市民刻意引起仇恨政府、仇警，有可能違法。[63]

#### 泛民主派
- 民主黨資訊科技及廣播政策發言人冼卓嵐批評警方短時間內直接定斷犯案者是受失實資訊或報道影響，政府亦沒有正視民怨，擔心立法規管假新聞令傳媒自我審查，公眾知情權受損。[53]

### 學者
- 香港大學社會工作及社會行政學系教授、港大防止自殺研究中心總監葉兆輝表示，香港社會自2019年起積壓許多怨氣及仇恨情緒，國安法的實施更令不少人在言論自由上感到壓力及焦慮[64]，而過去香港有很多遊行集會讓市民宣泄對政府不滿的情緒，惟近期的集會遊行相繼被特區政府反對而取消，企圖透過高壓手段阻止反對聲音，導致市民難以找到宣泄不滿的機會，但社會如要長治久安，政府必須疏導民怨及不滿情緒[65]。

- 港大公民社會與治理研究中心副總監陳祖為指反修例運動經歷兩年，但政府從未疏導民怨，市民沒有辦法釋放憤怒下，或因此「做傻事」。形容事件是社會壓迫令人窒息下所帶來的悲劇後果。加上政權認為公開悼念如同煽動，擺放鮮花等同丟垃圾，高舉追求民生公義的橫額被視為煽惑他人仇恨政府，兩個人走在一起就犯4人限聚令下，指出「若你對這樣專橫的政府沒有反感，沒有憤怒，我相信你從來不知自由和尊嚴為何物」。[66]

### 維他奶國際
7月2日，維他奶國際發出內部通告，證實梁健輝身份。该通告称，「懷著沉重心情通知各位（同事），香港採購部採購主任梁健輝先生，於2021年7月1日傍晚發生於銅鑼灣的事件中不幸逝世。本公司向健輝的家人致以最深切的慰問。人力資源部已與健輝家人接觸，並將跟進並需要時提供協助。」维他奶國際亦向明报新闻网、香港01证实，已就「梁健輝先生的事件」聯絡其家人跟進及致以慰問。
维他奶國際的内部通告流出后，有網民质疑此舉支持暴力和恐怖分子，聲言要抵制维他奶产品。大量网民涌入社交媒体，质疑维他奶同情凶手支持暴力行为，随后内地維他奶官方微博關閉了留言功能。7月2日晚间，代言明星、内地演员龚俊和任嘉倫的工作室相继在新浪微博发表声明取消、终止与维他奶品牌一切合作。電競王者榮耀全國大賽将維他奶从合作名單删除。《环球时报》總編輯胡锡进亦在微博發文表示，香港部分人士將梁健輝奉為「烈士」和「勇者」，維他奶公司未第一時間對梁的行為表示反對，而是對死者家屬致以慰問，還表示公司已啟動緊急支援機制，「這樣的價值取向，這樣的曖昧顯然是錯的」。
7月3日凌晨，维他奶國際在官方微博發布聲明，表示集團支持香港當局根據國安法對案件進行全面調查，而中國內地運營的維他奶有限公司，會致力支持中國內地和香港的穩定、繁榮和發展。該聲明仍關閉留言功能。同日上午11时50时，維他奶國際在官網發表中文聲明，指网络流传的內部通告是由員工私人撰寫，未經公司授權，措辭極為不當。“該員工個人撰寫的內容本不應該公開，更不應該在公司內部發佈。目前維他奶國際正調查該事件並保留追究該名員工法律責任的權利。”该中文声明未能平息中国大陆的网络舆论，网民指“未見聲明在Facebook及香港官網出現，質疑公司取態見風使舵。”。3日，《环球时报》總編輯胡锡进指内地网友已将维他奶國際定性为两面派。他表示，誰立場不堅定，搞機會主義，都將付出代價，希望這個教訓在香港形成示範效應。
到7月5日，網上流傳一份維他奶內部通告，維他奶國際集團香港區人力資源總監余艷芬已離職，香港區職責由首席人力資源總監黃惠珊兼任。

### 法律界
- 7月2日，香港律師會會長彭韻僖表示該會對一名施襲者襲擊一名警員，導致該名警員身體嚴重受傷感到悲痛和深切關注。該會認為，任何形式的暴力都是對法治的侮辱，應被強烈譴責，並必須立即停止。[59]

- 7月2日，由港區人大代表陳曼琪創辦的香港香港中小型律師行協會發表聲明強烈譴責嚴重危害他人身體和任何挑戰香港法治的違法暴力行為，反對一切目無法紀的違法行為，支持警方嚴正執法、維護香港的公共秩序和社會穩定，並對受傷警員致以深切慰問。[59]

- 7月2日，由山西省政協委員馬恩國創立的香港法學交流基金會在聲明中嚴厲譴責有關恐怖活動和嚴重暴力的違法行為并強調：香港是法治社會，絕對不容許任何人干犯恐怖活動罪，或針對人的嚴重暴力，並呼籲廣大市民要認清一些外國及境外勢力煽動香港市民離叛，惡意挑起香港市民憎恨政府情緒，進而作出瘋狂暴力行為。[59]

- 香港大學法律學院公法講座教授陳文敏認為現時無法確定事件是否屬於恐怖活動，警方不應將法例無限擴張。他指出警務處處長蕭澤頤指出悼念施襲者可能違法的說法牽強，他說悼念可以出於同情和表達對政府的不滿，認為警方不應將事件「上綱上線」當成宣揚恐怖主義，若將任何有關行視為違法，政府與市民之間的矛盾只會更嚴重。[78]

### 教育界/学生组织
香港大學學生會評議會於2021年7月7日召開的會議中通過內容為「評議會對梁健輝先生逝世深表悲痛；向他的家人和朋友表示同情和慰問；感激他為香港作出的犧牲」的動議。議評會並在會議開始前為梁健輝默哀一分鐘。動議通過後，李國賢堂學生會代表杜林丞亨指，希望眾評議員及港人「銘記真相」，文學院學生會代表容頌禧則對梁致敬。7月9日上述議案被撤回。
八間教資會資助大學的校董會或校委會主席發聲明，強烈譴責坊間有美化恐怖份子的言論和行為，並指有人向施襲警員的兇徒默哀及悼念，促請各方立即停止煽動仇恨，呼籲大學各成員確立正確價值觀。

### 其他
全國政協委員、中國和平統一促進會香港總會會長姚志勝指，兇徒暴行罔顧法紀，威脅執法人員生命安全，危害社會安寧；促請警方嚴正徹查事件，並向受傷警員及其家人致以深切慰問，祝願他早日康復。

## 事件衍生的警方行動
在7月1日案發後，沒有人因為被指直接參與事件而被拘捕，但接連有市民因為在網上的發表意見及評論被指「煽惑他人」遭到拘捕。7月4日，天水圍及沙田分别有一名20歲女子及一名26歲男子，因涉嫌干犯「煽惑他人犯謀殺罪」、「煽惑他人犯縱火罪」及「煽動意圖罪」等罪名被捕。两人在Telegram及連登討論區發布兩篇煽惑他人殺警、向警察建築物縱火的言論的帖文。警方调查后，初步相信兩人與案件沒有直接關係，并解释言論自由不包括煽惑及煽動他人使用暴力。
7月5日，警方在油麻地拘捕1名34歲男子，指他7月2日在網上討論平台發出「斬警察」的言論，涉煽惑他人犯意圖傷人罪。警方表示拘捕行動仍然繼續，不排除有更多人被捕。
7月9日，警方拘捕一名36歲男子，涉嫌「煽惑他人意圖傷人罪」和「煽動意圖罪」。亦是今個星期第4宗相關罪行的案件。網絡安全及科技罪案調查科警司譚威信說，警方發現有人利用不同網上社交平台，惡意發布鼓吹暴力，並以不同手段襲擊甚至殺害警務人員的訊息。警方經調查鎖定36歲本地男子，在慈雲山展開拘捕，檢取2部手機。警方指，帖文是7月2日在一個網上討論區發放，到底內容是複製還是自己撰寫是調查重點。帖文講述使用刀的重要性、用甚麽刀、對哪些部位攻擊、用刀角度手法等，也有提及用刀對付警察是趁警察獨處的時候。
7月9日當晚再有人涉嫌在網上發布煽惑他人襲警的帖文被捕。另外有兩名男子在屯門一條行人隧道塗鴉，內容涉及七一襲警事件，涉嫌刑事毀壞被捕。屯門裁判法院與兆安苑之間的行人隧道（近劉皇發小學），牆上被人寫上七月一日企圖謀殺警疑兇的名字、「烈士」字眼及安息的英文縮寫等。警員當場拘捕一名20歲及一名27歲男子，涉嫌刑事毀壞，警方指其中一人塗鴉，另一人就在旁放置生果及祭品，之後在二人家中搜出涉嫌宣揚「港獨」書籍及旗幟等。另外，警方在慈雲山拘捕了一名36歲男子，懷疑他上周五在網上發布散播仇恨言論的帖文、涉嫌煽惑他人意圖傷人等。行動中檢獲兩部智能電話。警方指調查重點，是內容是否由被捕人士撰寫，還是複製他人。至今已就相關案件拘捕四人，會繼續跟進討論區留言，是否涉及煽動暴力，不排除有更多人被捕。
7月27日凌晨，香港記者協會凌晨在facebook發文表示，一名前《看中國》網媒記者在7月1日曾在銅鑼灣拍攝到男子梁健輝涉嫌襲擊一名警員過程，在26日深夜11時被警方國安處要求落口供、搜屋及扣留旅遊證件。記協指警方表示該記者屬「協助調查」，但現時不明為何要被搜屋及扣留旅遊證件，要求警方交代。警方表示，國安處昨晚持有由指定裁判官簽發的手令搜查兩個處所，行動中撿取了一些物品，包括電腦及無線電話，並向一名56歲女子作出調查。 警方亦按《中華人民共和國香港特別行政區維護國家安全法》第43（2）條及《實施細則》附表二，向該名受查人發出由指定裁判官所簽發的通知書，要求她向警方交出所管有的任何旅行證件。 案件仍在積極調查當中，暫沒有人被捕。9月15日，記協指得悉該名前記者已獲發還護照及電子物品，而警方亦稱調查已完成。記協重申警方當天扣留護照不合理，相關的電子裝備亦有大量新聞材料，促請警方及法院日後應小心衡量新聞自由與案件調查的相稱性，並切勿在有合理犯罪懷疑之前，限制新聞工作者出境自由。
事隔兩年後，於2022年6月26日，在刺警事件即將踏入兩週年之際，香港警察拘捕了兩名男子，並分別在兩名被捕男子的住所搜出盾牌、軍刀、氣槍及軍用防毒面具等裝備及武器，其中被捕的14歲青年涉嫌在網上售賣武器。另外，在同年的7月1日，警察在銅鑼灣「敏感地帶」重兵佈防，並對逗留人士進行查問及驅趕等行動。

## 拘捕，提堂，判決
- 一名18歲少女被控在當晚警員封鎖現場期間發現她藏有一把𠝹刀。少女否認一項「在公眾地方管有攻擊性武器」罪，案件在2022年10月7日在東區裁判法院開審。被告供稱，自己案發前一個月離家出走，「極度貧窮」下用𠝹刀切碎番梘洗衣，其後因沒執袋，𠝹刀遺留在袋內。被問到為何身在現場，被告則指為「欣賞風景及人流」。控方質疑她身穿黑衣，攜「香港加油」字樣袋。加上有錢買煙，不必慳儉買番梘洗衣，又質疑她案發時是「觀察」警員，被告均否認。法官同日裁定表證成立，押後至10月31日結案陳詞。[90]經審訊後，到2022年11月25日，東區裁判法院裁判官何慧嫻拒納被告證供，批評她解釋為何逗留封鎖現場等問題時語無倫次、狡辯、諸多藉口、胡說八道，行為亦奇怪不尋常。惟考慮被告當時兩手抱着引警注意的大狗毛公仔，𠝹刀又藏在袋內雜物中，要從中取刀傷人不是易事，遂裁定控方舉證未達至唯一合理推論，罪名不成立。[91]
- 44歲的網媒記者「軍火佬」，於2021年7月2日下午3時許在銅鑼灣崇光百貨外擺放2束花，並未回應警方要求拿走花束，而被票控「在公眾地方傾卸扔棄物」。經審訊後，裁判官陳志輝指路祭與否非本案重點，重點在被告如何處理花束，而被告多次拒絕警方要求取回花束下，等同棄置垃圾，因此罪成，判處罰款3,500元。[92]
- 入境處一名35歲高級入境事務助理員涉在連登討論區發布以「7月1以後定為斬黑警日」為題的帖文，聲稱「一齊斬黑警」。他被控煽惑他人有意圖而傷人罪，被告於區域法院認罪。到2023年1月3日，法官李慶年認為本案較案例輕微，但社交媒體增加散播假新聞和仇恨言論的風險下，判處監禁6個月。[93]
- 一名22歲女學生被指在3個社交平台煽惑他人殺警，包括有超過11,000名成員的 Telegram 群組、超過1,200人追蹤的 Facebook 帳戶，以及逾400人追蹤的 Instagram 帳戶，早前承認一項「煽惑他人有意圖而導致他人身體受嚴重傷害」罪。到2023年7月20日，區域法院法官謝沈智慧指，被告煽惑殺警行為，加劇破壞社會安寧及治安的風險。她又指，被告因涉違反警員起底令，曾遭律政司發信要求移除相關內容，惟被告在 FB 表示，即使收到信件亦「冇嘢驚」， 顯示其明知故犯、目無法紀。法官重申，被告遭律政司警告後仍然犯案，罪責嚴重，須判處足夠懲罰。被判監禁 10 個月。[94]

- 2023年1月1日，一名23歲中大法律系博士生，被指在銅鑼灣崇光百貨外展示七一刺警案疑兇梁健輝的素描，並在地上擺放蠟燭及花束悼念，被控一項「作出一項或多項具煽動意圖的作為」罪，案件周五（2日）在西九龍裁判法院提堂。被告暫毋須答辯，《國安法》指定法官羅德泉應控方要求，押後本案至7月28日提堂，以待警方進一步調查。被告申請保釋被拒，須還押候訊。[95]到提堂當日，控方申請加控一項企圖煽動罪。控罪指，被告涉在香港連同一個名為「周鋒鎖」的人及其他人，企圖作出或準備作出具煽動意圖行為，引起憎恨或激起藐視中央或激起對其離叛。控罪未有註明「周鋒鎖」是真實姓名抑或是化名或代號，亦未列出案發地點及具體涉案行為。案件押後至 9 月 8 日進行答辯，期間被告須還押候訊。女被告身穿黑色上衣，聽畢控罪後表示明白。[96]

## 梁健輝死因研訊
死因研訊在2022年12月初進行，為期5日，其家屬沒有出席。研訊亦透過電腦，USB內10張相片和文件檔案讀出遺書，裁判官高偉雄下令引述內容。死者在遺書斥責警方，並指行動如果成功，「是因為保密及小規模、出其不意」；並稱「生命最後，你可能會問吓自己：之前做嘅事會唔會令你自豪？世界因為你變好定壞咗？自由咗定專制咗？」兩名心理專家透過梁的遺物及警方提供的資料，認為他人有條理、完美主義，性格較內向及孤僻，沒證據顯示他有精神問題，但指梁可能有「替代性受害」的心理，並指出他十多年前已開始對政府感不滿，加上近年社會事件，例如警方行為、新冠疫情或會加劇其不滿。而警方的代表律師指梁健輝對事實的理解偏離一般人，引致極端激進的思想，發動恐怖血腥的攻擊，又指警方搜獲多份有標記的《蘋果日報》，可見他對社會有根深蒂固的誤解及錯誤認知，產生仇警等不實想法。
死因裁判官高偉雄引導陪審團時指出，片段指拍攝到梁健輝手部的動作，並沒清楚拍下襲擊警員後的行為，提供「死於自殺」及「存疑裁決」兩個選項。3女2男的陪審團退庭商議約1小時後，一致裁定死者死於自殺，並沒有建議，死因裁判官也沒有補充。

## 衍生爭議

### 警方拒评何君尧“杀无赦”言论
警方在7月4日拘捕兩名網民，指兩人涉嫌在網上發表「煽惑他人」的言論。有記者向警方提問，立法會議員何君堯曾在2017年9月的「革走戴耀廷吶喊大會」與屏山鄉事委員會主席曾樹和提及要對港獨份子「殺無赦」是否涉及煽動殺人。警方網絡安全及科技罪案調查科科技罪案組警司譚威信指不同案件各有獨特性，拒絕評論「殺無赦」。
大律師陸偉雄認為，法律上「煽惑」行為與「謀殺」的主體罪行罪責一樣，只是角色分別，而煽惑者不需要與殺人者互相認識，即使謀殺主體罪行從來未有執行，煽惑者仍有可能要負刑責。又認為《港區國安法》生效後，現時「煽動文字」罪行的元素及範圍比英國統治香港時期的立法原意更廣泛，在目前社會氛圍與政治環境下，呼籲市民要小心。

### 香港大学学生会评议会悼念刺客梁健輝的爭議

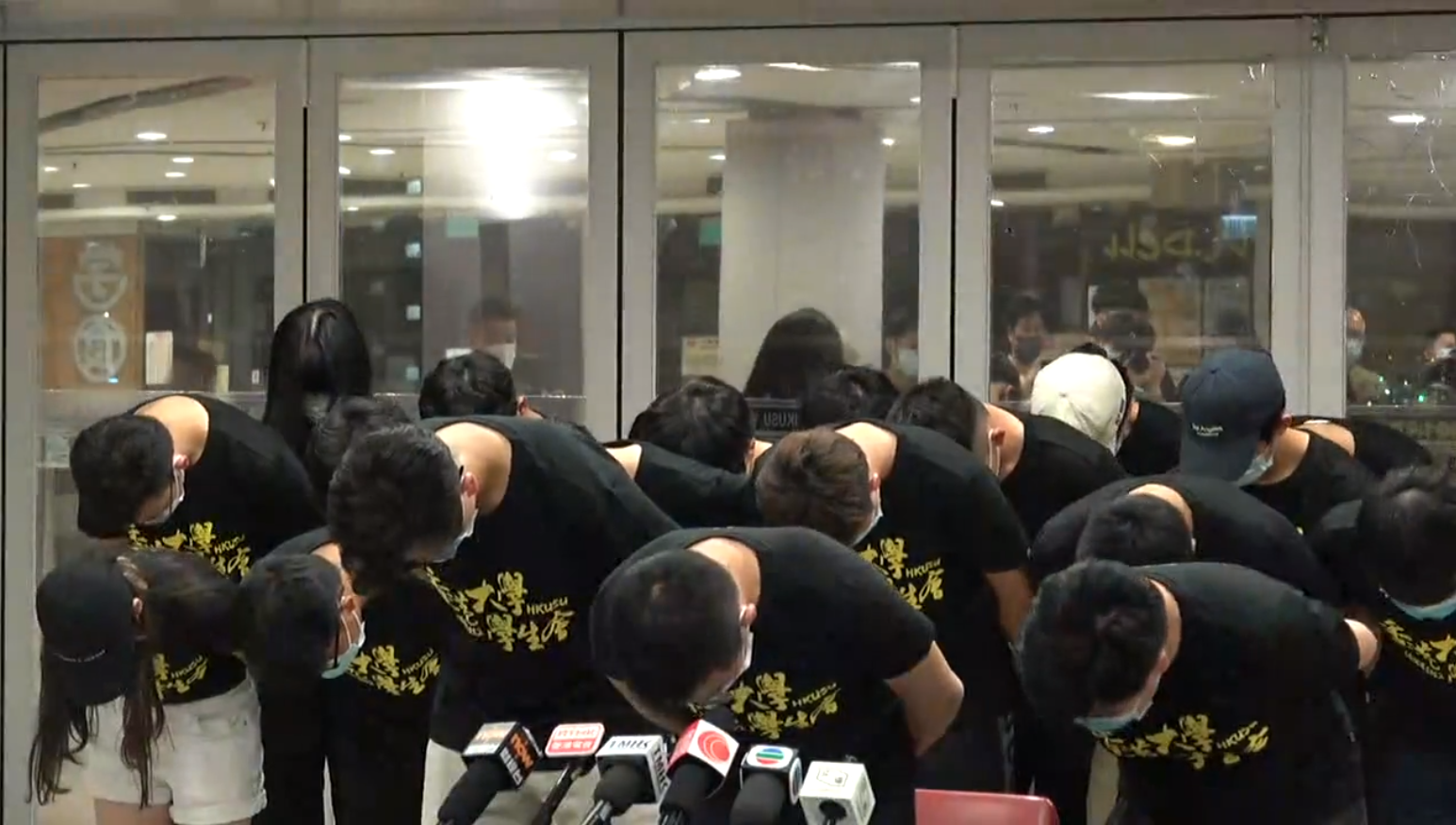
7月9日凌晨，香港大學學生會會長郭永皓與港大學生評議會成員見記者，表示評議會已意識事態，並為大學和社會帶來影響，向有關持分者致歉

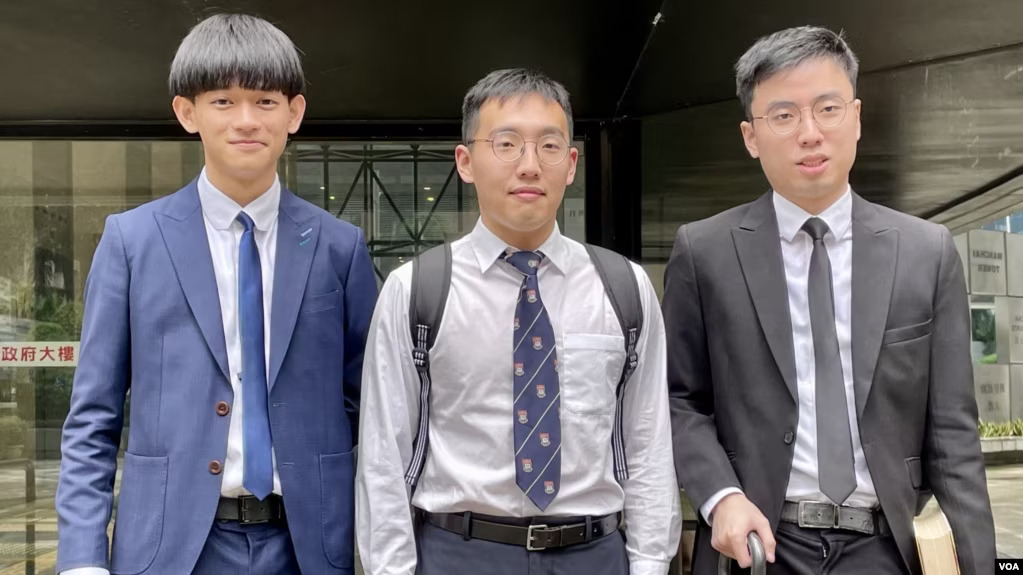
3名承认交替控罪”煽惑他人有意图而伤人罪”，被撤销《港区国安法》下”宣扬恐怖主义罪”的香港大学学生(左起)杜林丞亨、郭永皓及容颂禧

香港大學學生會評議會於2021年7月7日召開的會議中通過內容為「評議會對梁健輝先生逝世深表悲痛；向他的家人和朋友表示同情和慰問；感激他為香港作出的犧牲」的動議。議評會並在會議開始前為梁健輝默哀一分鐘。動議通過後，李國賢堂學生會代表杜林丞亨指，希望眾評議員及港人「銘記真相」，文學院學生會代表容頌禧則對梁致敬。事件其後被校方、教育局及保安局批評及譴責。香港大學校委會主席李國章批評該動議「不道德」及「不能接受」，並稱歡迎國安部門跟進事件，亦會考慮開除涉事的學生會成員。
2021年7月9日凌晨1時，學生會召開記者會。他們指出議案內容嚴重不當，無意鼓勵任何非法行為，評議會意識到事件的嚴重性，對此深感抱歉，表示將撤回上述議案，幹事會亦將立即辭職。隨後香港大學學生會文化聯會、學社聯會和體育聯會（下稱三聯會）發表聲明，指出三聯會多年來一直維持政治中立，並反對任何形式的暴力。學生會評議會代表三聯會的幹事均已辭任學生會評議員職務，並和香港大學學生會評議會再無關係。各聯會評議會和學生會評議會亦無從屬關係。又對七月一號有包括公職人員在內的人士受傷深表同情，並譴責一切對公共安全有危害之行為。
其後八間教資會資助大學的校董會或校委會主席發聲明，強烈譴責坊間有美化恐怖份子的言論和行為，並指有人向施襲警員的兇徒默哀及悼念，促請各方立即停止煽動仇恨，呼籲大學各成員確立正確價值觀。
到同年8月4日，港大校務委員會召開特別會議，決定所有在7月7日曾經參與港大學生會評議會會議的學生，被禁止進入校園範圍及使用大學設施和服務，直至另行通知。其中一名受影響的港大學生會評議會成員對校方的做法感到非常震驚，沒有想過學校會這樣做。他指暑假期間有課堂進行，部分評議會成員亦是舍堂代表，他們因參與會議而不能上課和進出宿舍是非常大影響。
同年8月18日，香港警务处国家安全处以「涉嫌宣揚恐怖主義」為由，拘捕此會議有關的四名成員（郭永皓、張敬生、容頌禧、杜林丞亨）。4人被控1項宣揚恐怖主義罪，控罪指他們於2021年7月7日在香港宣揚恐怖主義。4人另被控1項煽惑他人有意圖而傷人罪的交替控罪，指他們同日在香港非法煽惑他人意圖使警務人員身體受嚴重傷害，非法及惡意傷害該警員。時任保安局局長鄧炳強並對此案表示，警方執法皆為依照證據所為，不會因為特定身分或職業不同，四人的學生身分「是否一個求情理由，這留待在法庭上去說」，並不影響警方的檢控行動。案件在同年8月19日於西九龍裁判法院提堂，19歲被告容頌禧原獲准保釋，不過律政司即時提出覆核，最後需要還押。案件在8月20日於高等法院提訊，法官將案件押後至8月27日作正式聆訊。到同年9月24日，其餘三名成員獲准保釋，結束38日的還柙。
到2022年12月6日，辯方表示4人擬不認罪，將爭議被告的行為是否構成違法及其犯罪意圖。區域法院法官王詩麗排期案件於2023年9月11日開審，預計審期8日，將由《國安法》指定法官審理。
2023年10月30日，4人承認煽惑他人有意圖而傷人罪，被判入獄2年。區院法官謝沈智慧指 4 人共同犯案，屬「濫用權力、公器私用」，「令社會撕裂和仇警重現」。

### 處理手法被指雙重標準
雖然學生會道歉並請辭，不過事件未能平息風波。身兼港大校監的特首林鄭月娥在舉行行政會議前會見記者稱指事件令人髮指、為港大感到羞愧，認為大學應繼續採取追究行動，同意如有需要可交由警方跟進。數小時後，校方發聲明強烈譴責港大學生會評議會公然美化暴力，形容是挑戰社會的道德底線，損害整體港大社群的聲譽和利益；又表示不再承認香港大學學生會作為獨立註冊社團在校內的角色，會按大學程序嚴肅調查事件。港大學生會前會長兼工黨主席郭永健於13日稱學生會早已撤回聲明，幹事會亦就事件辭任，比起任何高官、特首都更有承擔，但特首及校方竟繼續想「打蛇隨棍上」，是意圖摧毀具逾百年歷史的學生組織，破壞學生自治及民主化的管理，是卑鄙的做法，郭永健還表示港大雖然沒有權力凍結學生會的銀行戶口，但特區政府可能會利用《港區國安法》凍結學生會的銀行賬戶。到7月14日，香港大學行政及財務副校長兼校舍事務委員會主席羅哲基向學生會屬會發信，要求香港大學學生會在7日內遷離學生會綜合大樓，大樓內的學生會成員已收拾物品，士氣低落。校方亦要求繼續使用大樓的屬會亦要向校舍事務委員會登記。特首林鄭月娥針對港大學生會的言論時稱大學生不是小孩子，又稱港大學生會「不能就我們今天做這件事，明天就說講錯了、要收回」，林鄭還稱支持執法機構繼續追究港大學生會，但對於同月8日被傳媒曝光的保安局高官出席涉性侵晚宴事件，林鄭稱保安局的三名官員已經付出法律以外的代價，又稱相信三名高官的為人，認為他們只是在疫情期間缺乏敏感度，所以飯局事件應「告一段落」及無須對三名官員作出跟進調查，而林鄭月娥表明支持執法機構調查學生會後，警方國安處人員其後於7月16日進入港大校園搜查港大學生會辦事處，林鄭月娥的回應及處理手法旋即在香港社會引發爭議，被批評是明顯的雙重標準。
港大學生會前會長孫曉嵐批評政府一方面包庇三名違規高官、一方面對學生趕盡殺絕。新思維主席狄志遠批評特區政府在回應三名出席飯局的高官與港大學生會一事存在雙重標準，狄指林鄭月娥將三名高官違反法規辯稱為「經一事長一智」及不會進行調查追究，但對於港大學生會已收回的言論就出動警方國安處，這種雙重標準的做法無助挽回政府的管治威信，狄又認為年輕人及大學生一向較前衛及有理想，應給予大學教育學生的空間，不贊成取消有關學生的學籍。林鄭月娥於7月17日出席港台節目《星期六問責》專訪時被主持人問到港大前學生會會長批評行政長官一邊包庇犯錯的高官，但對學生趕盡殺絕，林鄭月娥辯稱不同意被指包庇失德高官的說法及否認有指示警方調查學生會，又自稱從沒有介入大學或警方的行動。